# Fauna y flora de Groenlandia
Entre los grandes mamíferos terrestres se encuentran el buey almizclero, el caribú,  el oso polar y el lobo ártico. Otros mamíferos familiares, en Groenlandia, incluyen la liebre ártica, el lemming, 
La caza del caribú es una actividad cultural de gran importancia para los habitantes de Groenlandia. Si bien la mayor parte de su extensión está cubierta por el hielo, lo que hace que las tierras y las aguas de Groenlandia, lo que la convierte en un lugar hostil para cualquier forma de vida, estas poseen gran variedad de especies de animales y de plantas. La zona noreste del país es el mayor parque nacional del planeta. La fauna y la flora de Groenlandia se hallan fuertemente supeditadas a las alteraciones debidas al cambio climático. (1)

## Flora
En 1911, había, en Groenlandia, trescientas diez especies de plantas superiores, o vasculares, de las cuales quince eran endémicas. Si bien las plantas individuales pueden darse de forma profusa en condiciones favorables, son relativamente pocas las especies de plantas que se encuentran en un punto determinado de la isla. Excepto en el valle de Qinngua, Groenlandia no posee bosques nativos, (2) a pesar de haberse cultivado varias coníferas antes del 2007. (1)
En el norte de Groenlandia, la tierra está cubierta por una alfombra de musgo y matorrales bajos, tales como el sauce enano y los arándanos. Las plantas con flor que se dan en la parte norte de la isla incluyen la amapola de California, las Pedicularis y las del pequeño arbusto  Pyrola. (3) (2) La flora es más abundante al sur de la isla y algunas plantas, tales como el abedul enano y el arbusto del género Salix, que pueden llegar a crecer varios metros.  
El único bosque natural de Groenlandia es el del valle de Qinngua, al sur de la isla. El bosque consiste, mayoritariamente, de abedul pubescente (Betula pubescens) y del arbusto Salix glauca, el cual puede llegar a crecer hasta el metro de altura. (4)
La horticultura ha alcanzado un cierto éxito. Plantas tales como el broccoli, los rábanos, las espinacas, los puerros, las lechugas, los nabos, las patatas, el perifollo y el perejil se dan en latitudes bastantes septentrionales, mientras que más al sur pueden darse, además, plantas floreales tales como las margaritas, las Nemophilas, las Reseda, el ruibarbo, la acedera y la zanahoria. (2) Durante la década del año 2000, en el año 2007, la temporada de cosecha de estas plantas se alargó tres semanas más de los habitual. (1)        
En el siglo XIII, un texto educativo noruego –en nórdico antiguo Konungs skuggsjá o “Espejo del rey"-, afirmaba que los antiguos vikingos habían intentado, en vano, cultivar cebada. (2)  
- Arándano negro

Vaccinium uliginosum
Kigutaarnat nagguii / mosebølle / blåbær
Kigutaarnat, Blåbær
- Arándano rojo

Vaccinium vitis-idaea
kimmernat / tyttebær
Kimmernat, Tyttebær
- Gayuba negra

Arctostaphylos alpina
bjerg melbærris
Melbærris
- Baya de enebro

Alpine Juniper
enebær
Kakillarnaq; Paarnaqulluk, Enebær
- Camarina negra

Empetrum hermaphroditum
paarnat / sortebær / revling
Paarnat, Almindelig Revling

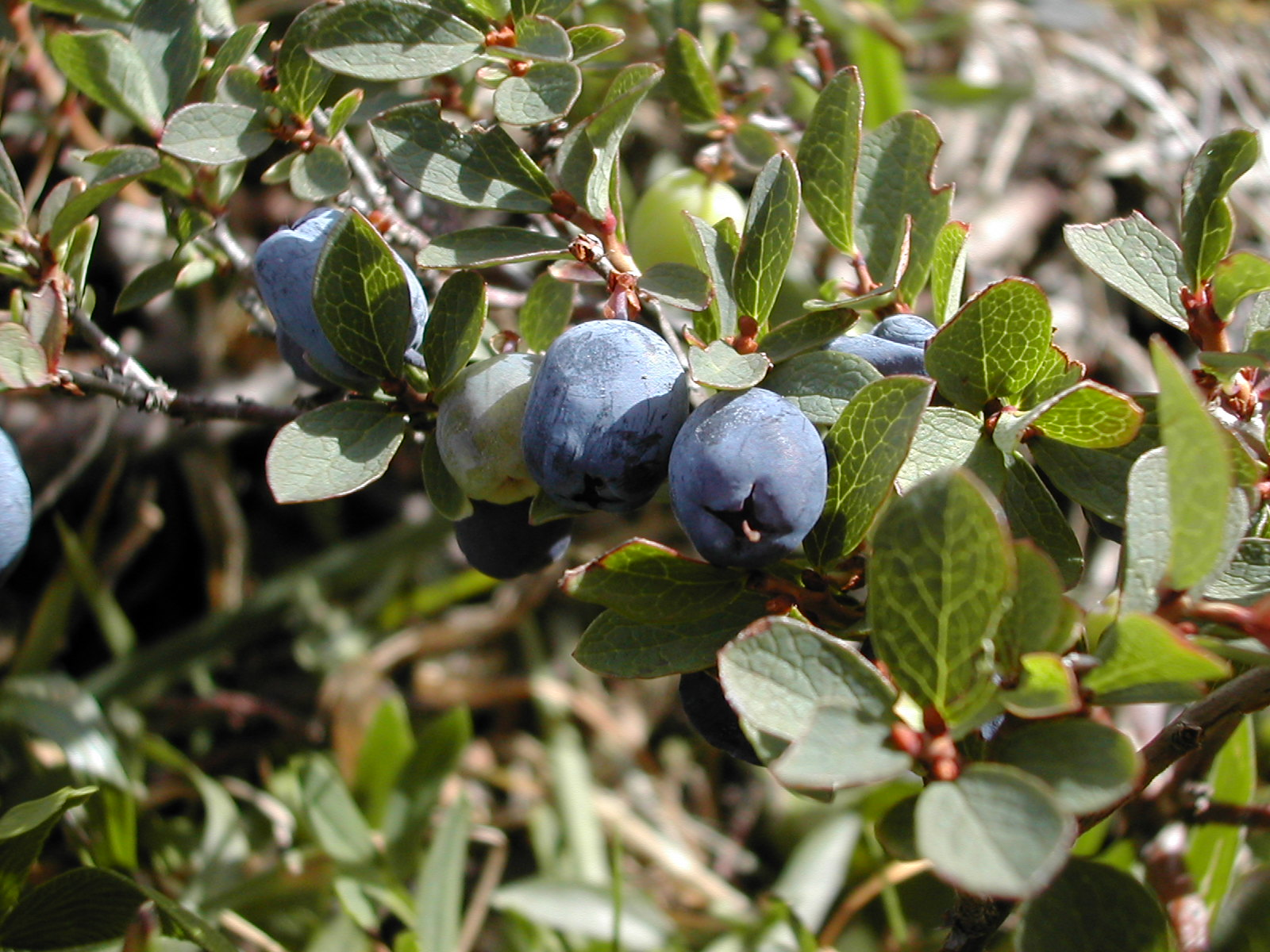
Bog Bilberry (Arctic Blueberry) Vaccinium uliginosum Kigutaarnat nagguii / mosebølle / blåbær Kigutaarnat, Blåbær
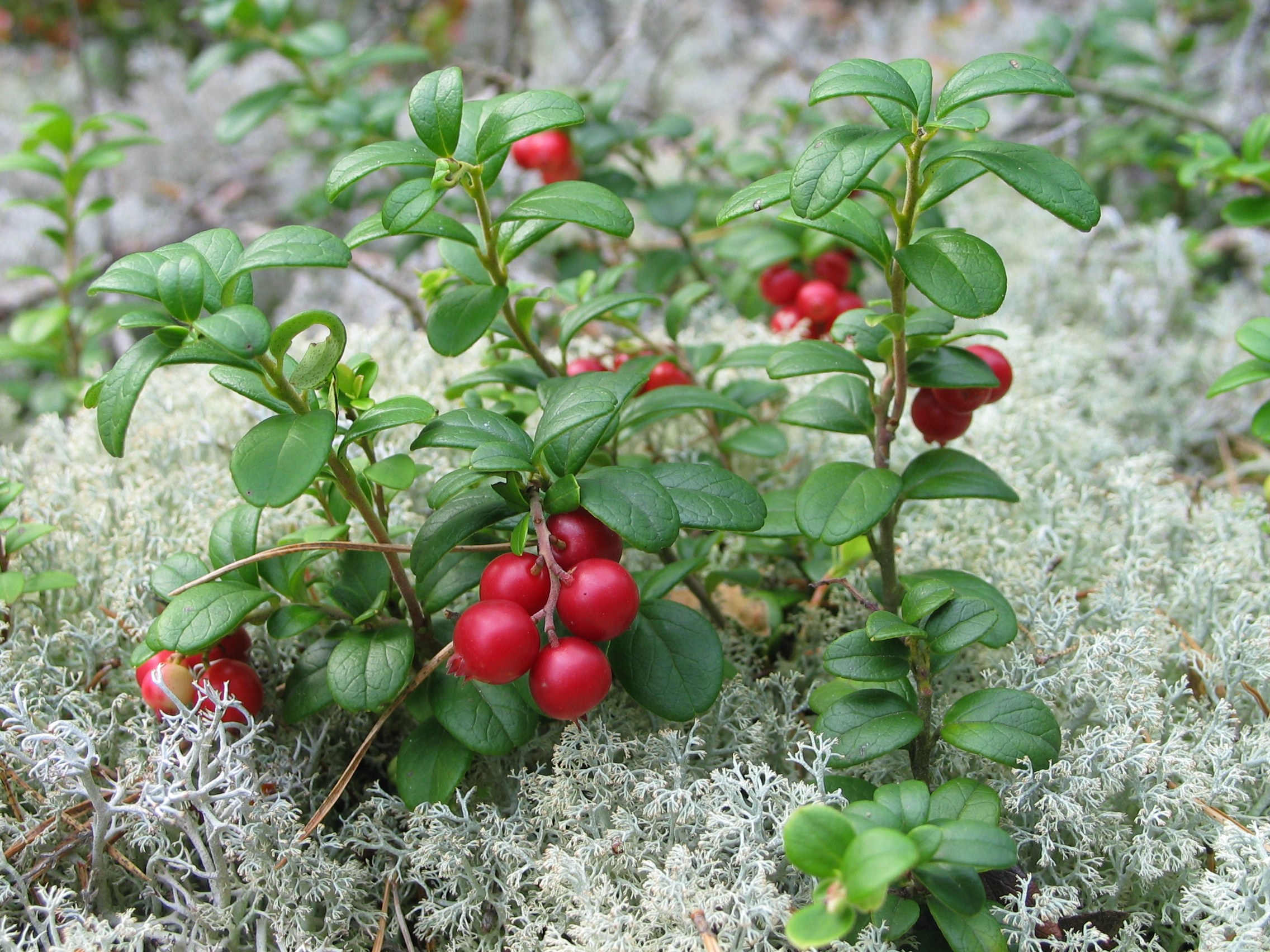
Cowberry Vaccinium vitis-idaea kimmernat / tyttebær Kimmernat, Tyttebær
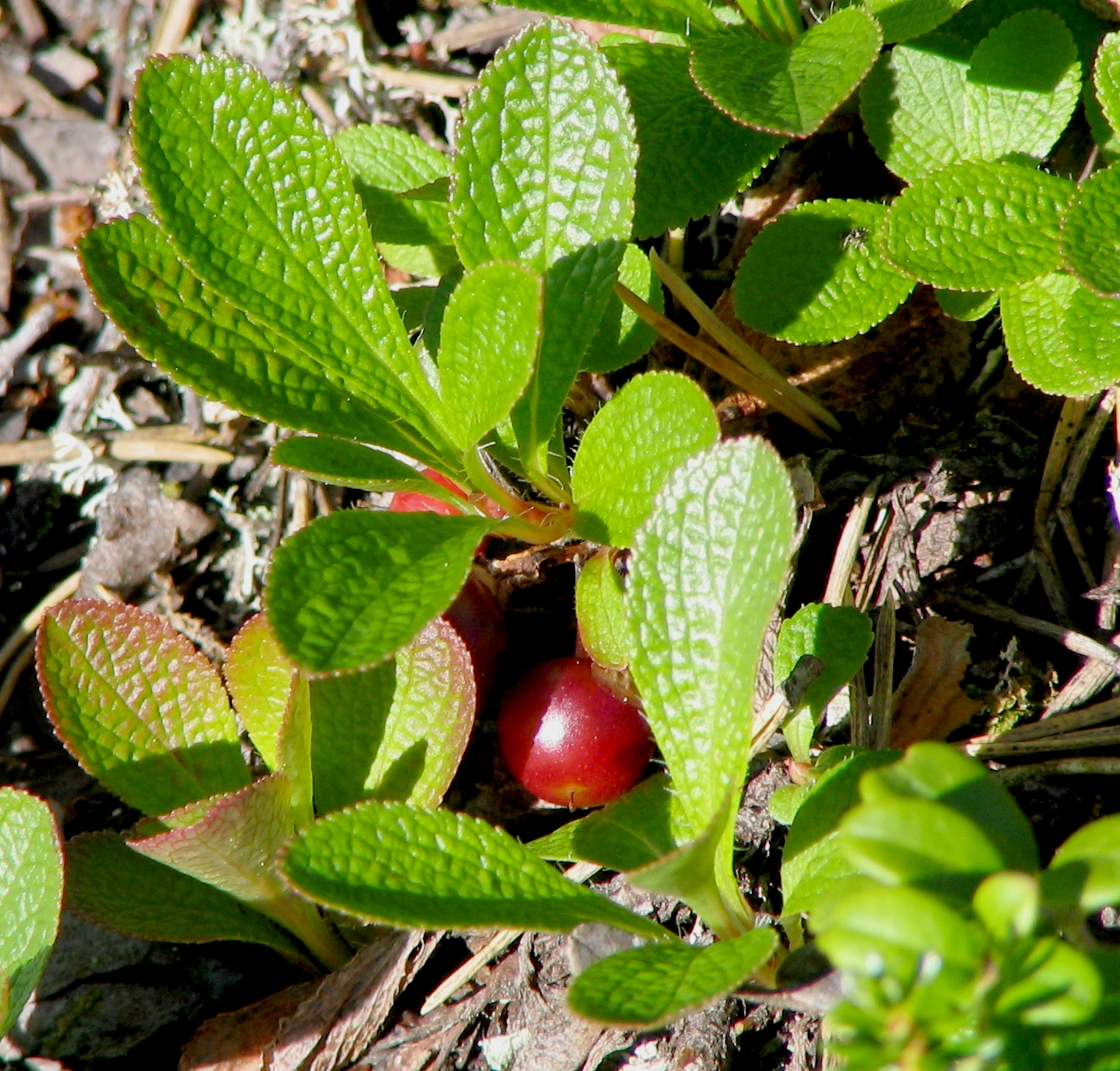
Alpine bearberry Arctostaphylos alpina bjerg melbærris Melbærris
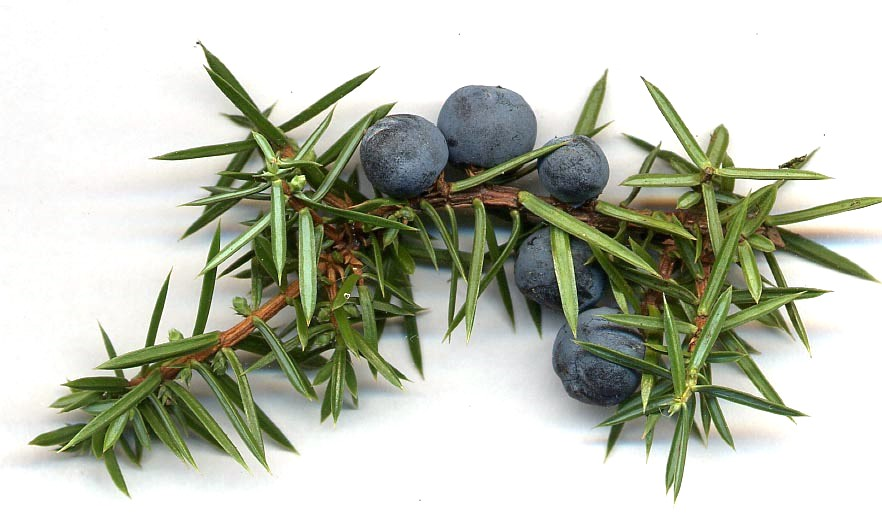
Juniper berry Alpine Juniper enebær Kakillarnaq; Paarnaqulluk, Enebær
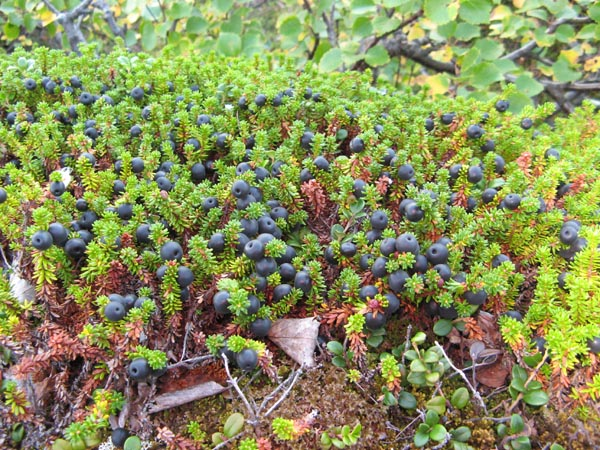
Crowberry Empetrum hermaphroditum paarnat / sortebær / revling Paarnat, Almindelig Revling
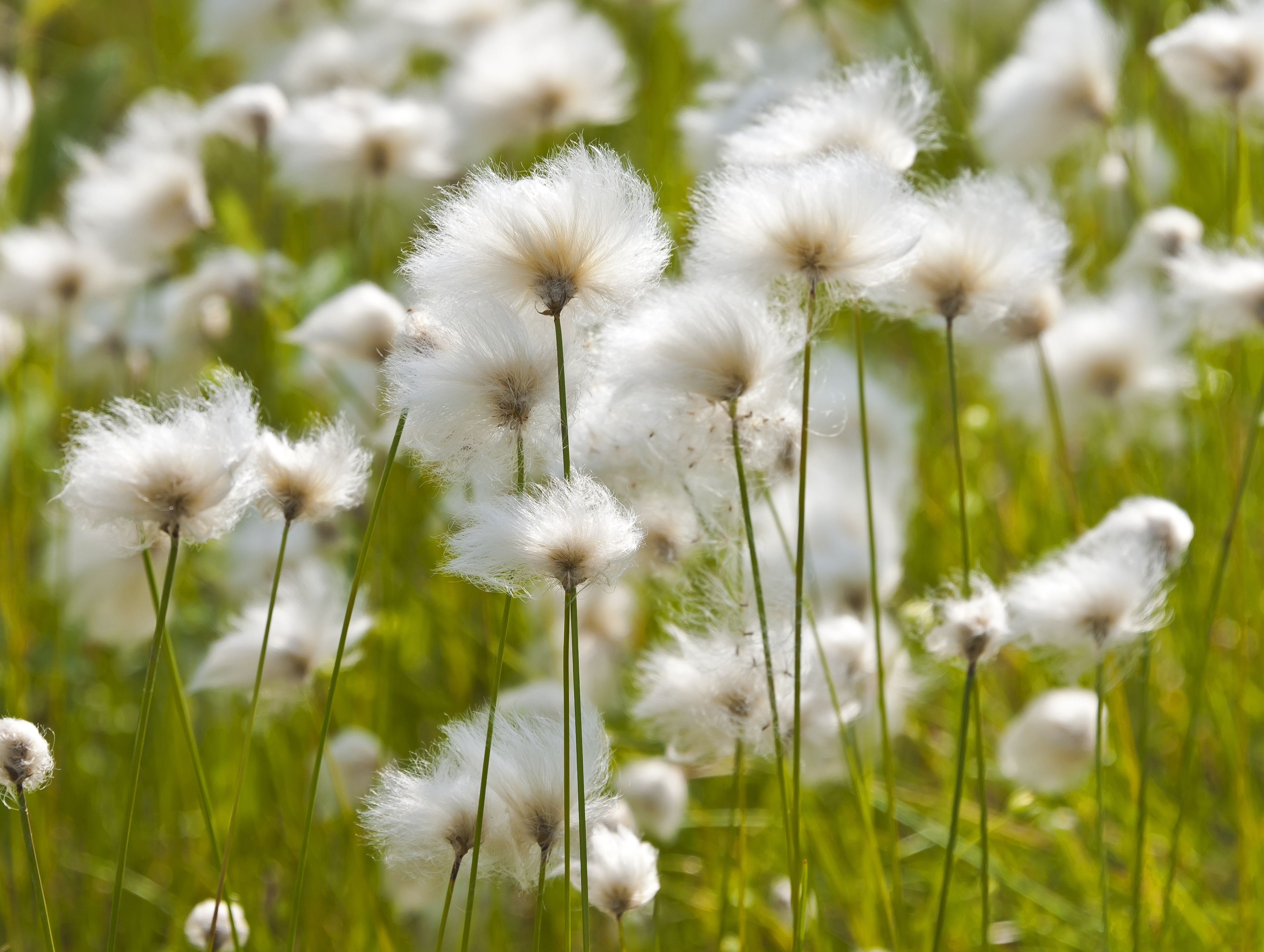
Arctic Cottongrass  Eriophorum scheuchzeri ukaliusaq / polar kæruld Ukaliusaq, Kæruld
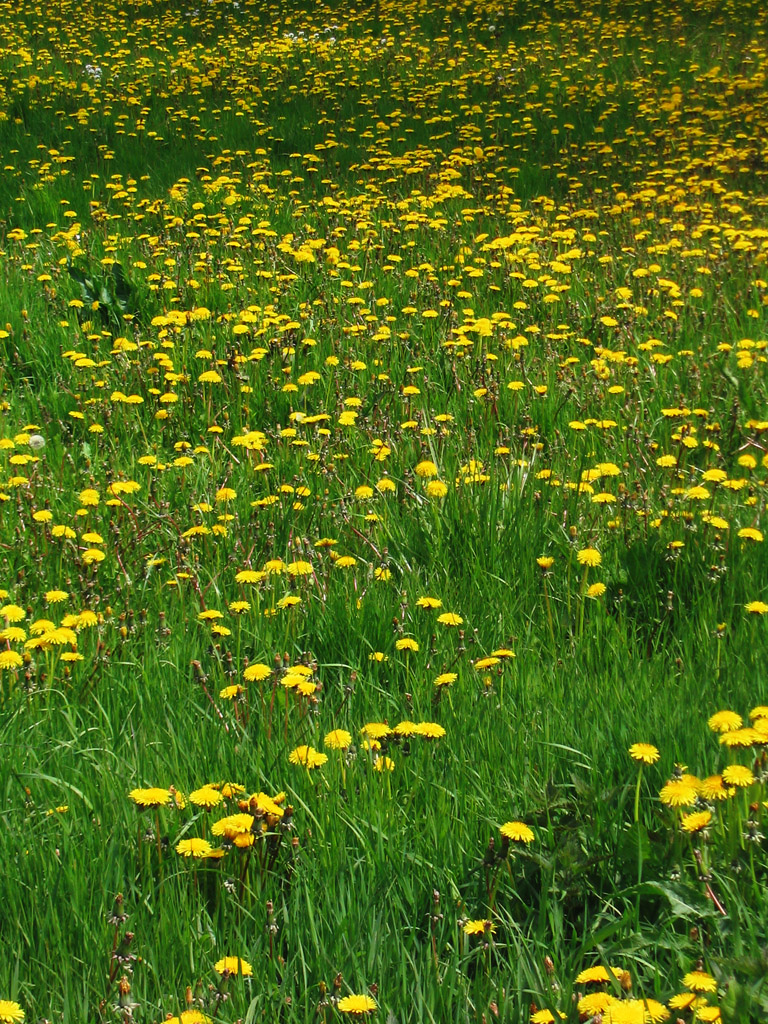
Diente de león   Taraxacum lacerum inneruulaq / asorut / seqiniusaq / mælkebøtte Inneruulaq; Asorut; Seqiniusaq, Mælkebøtte
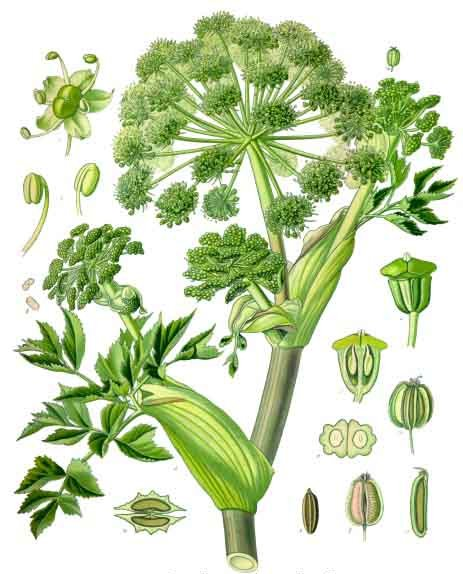
Angélica   Angelica archangelica kuanneq / kvan Kuanneq, Kvan
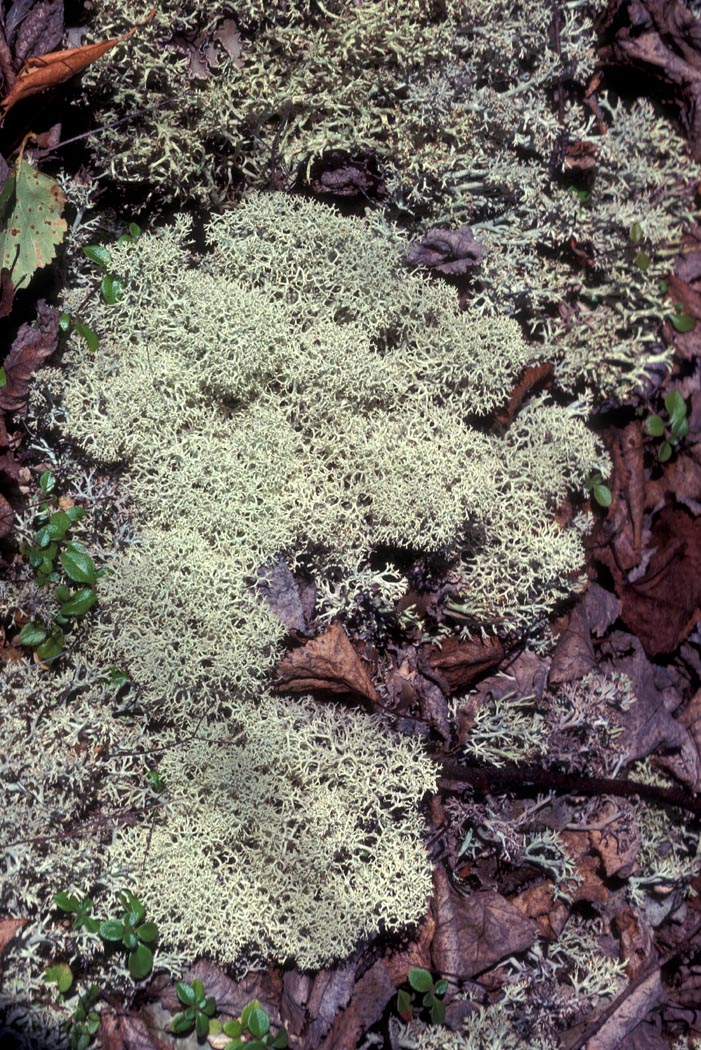
Liquen musgoso           Cladonia borealis [it]            Stenroos orsuaasat ermusingasut             /rensdyrlav           Orsuaasat ermusingasut, Bægerlav-      familien

- Bog Bilberry (Arctic Blueberry)
Vaccinium uliginosum
Kigutaarnat nagguii / mosebølle / blåbær
Kigutaarnat, Blåbær
- Cowberry
Vaccinium vitis-idaea
kimmernat / tyttebær
Kimmernat, Tyttebær
- Alpine bearberry
Arctostaphylos alpina
bjerg melbærris
Melbærris
- Juniper berry
Alpine Juniper
enebær
Kakillarnaq; Paarnaqulluk, Enebær
- Crowberry
Empetrum hermaphroditum
paarnat / sortebær / revling
Paarnat, Almindelig Revling
- Arctic Cottongrass
Eriophorum scheuchzeri
ukaliusaq / polar kæruld
Ukaliusaq, Kæruld
- Dandelion
Taraxacum lacerum
inneruulaq / asorut / seqiniusaq / mælkebøtte
Inneruulaq; Asorut; Seqiniusaq, Mælkebøtte
- Garden angelica
Angelica archangelica
kuanneq / kvan
Kuanneq, Kvan
- Cup Lichen
it Stenroos
orsuaasat ermusingasut /rensdyrlav
 Orsuaasat ermusingasut, Bægerlav-familien

## Fauna

### Mamíferos terrestres
Entre los grandes mamíferos terrestres se encuentran el buey almizclero, el caribú, (5) (6) (7) (8) el oso polar y el lobo ártico. Otros mamíferos familiares, en Groenlandia, incluyen la liebre ártica, el lemming, el armiño y el zorro ártico. (2) La caza del caribú es una actividad cultural de gran importancia para los habitantes de Groenlandia.
Entre los mamíferos terrestres domesticados se hallan el perro, que fue introducido por los inuit, así como especies introducidas desde Europa, tales como cabras, las ovejas de Groenlandia, los bueyes almizcleros y los cerdos, los cuales son criados, en modestas cantidades, en el sur. (2)
        Caribú de la tundea
        Rangifer tarandus groenlandicus
           rensdyr / ren
Buey almizclero
Ovibos moschatus
moskusokse
Oso polar
Ursus maritimus
isbjørn
Lobo de Groenlandia
Canis lupus orion
Zorro ártico de Groenlandia
Vulpes lagopus foragorapusis
polarræv
Liebre ártica
Lepus arcticus groenlandicus
snehare
Lemming
Dicrostonyx groenlandicus
lemming
        Caribú de la tundea
        Rangifer tarandus groenlandicus
           rensdyr / ren
Buey almizclero
Ovibos moschatus
moskusokse
Oso polar
Ursus maritimus
isbjørn
Lobo de Groenlandia
Canis lupus orion
Zorro ártico de Groenlandia
Vulpes lagopus foragorapusis
polarræv
Liebre ártica
Lepus arcticus groenlandicus
snehare
Lemming
Dicrostonyx groenlandicus

lemming

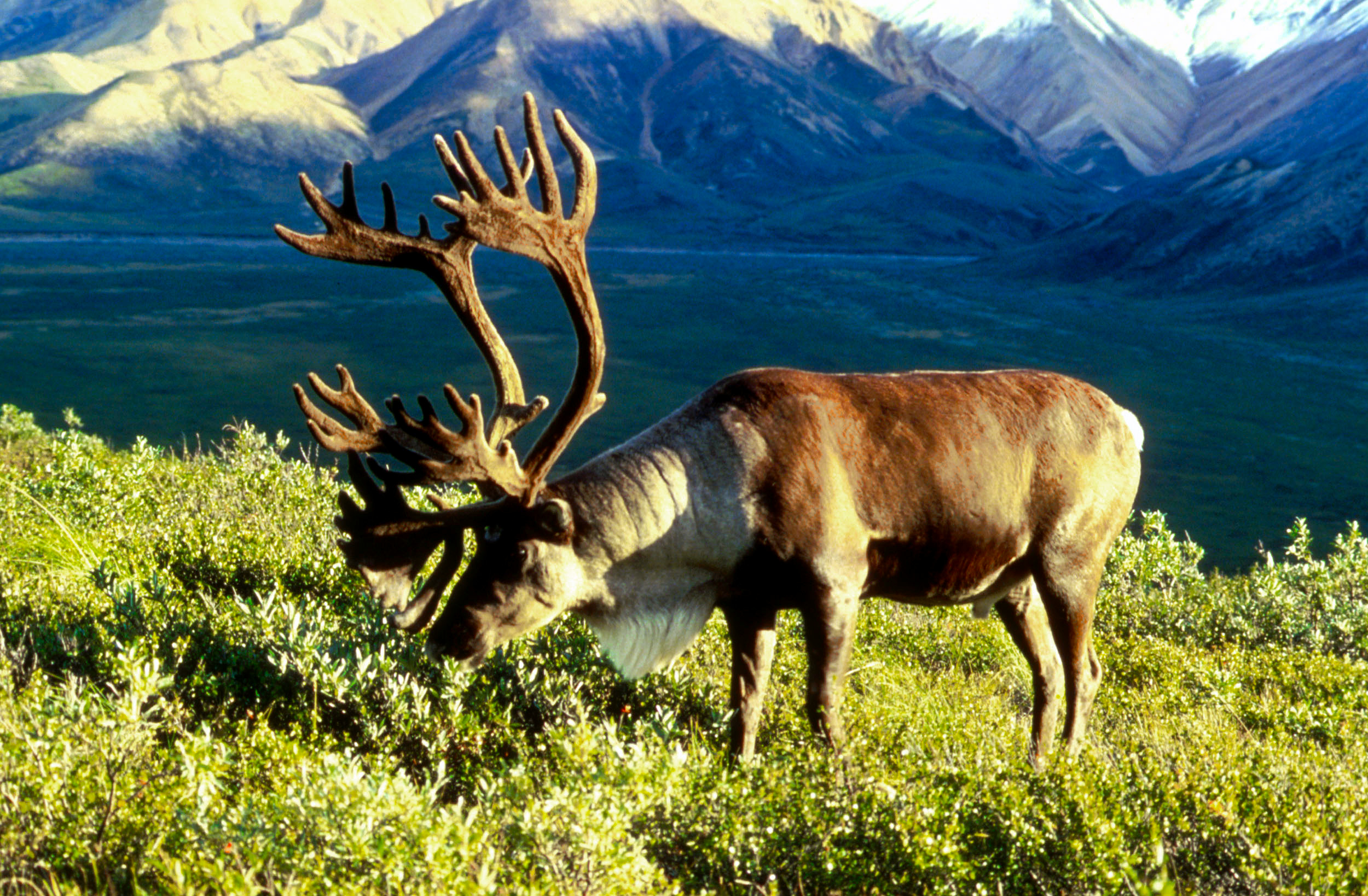
Estéril-tierra caribouRangifer tarandus groenlandicusrensdyr / ren
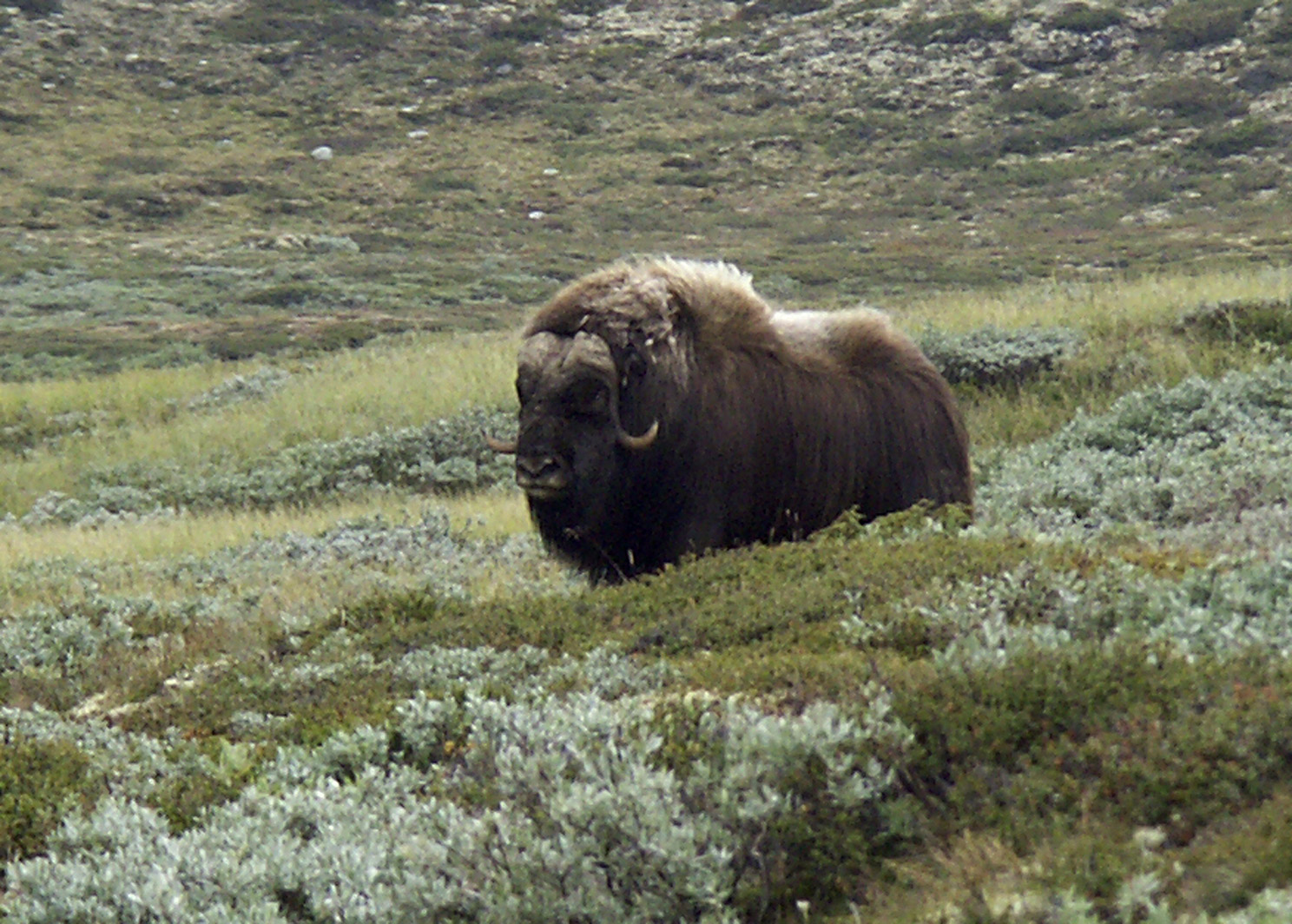
MuskoxOvibos moschatusmoskusokse
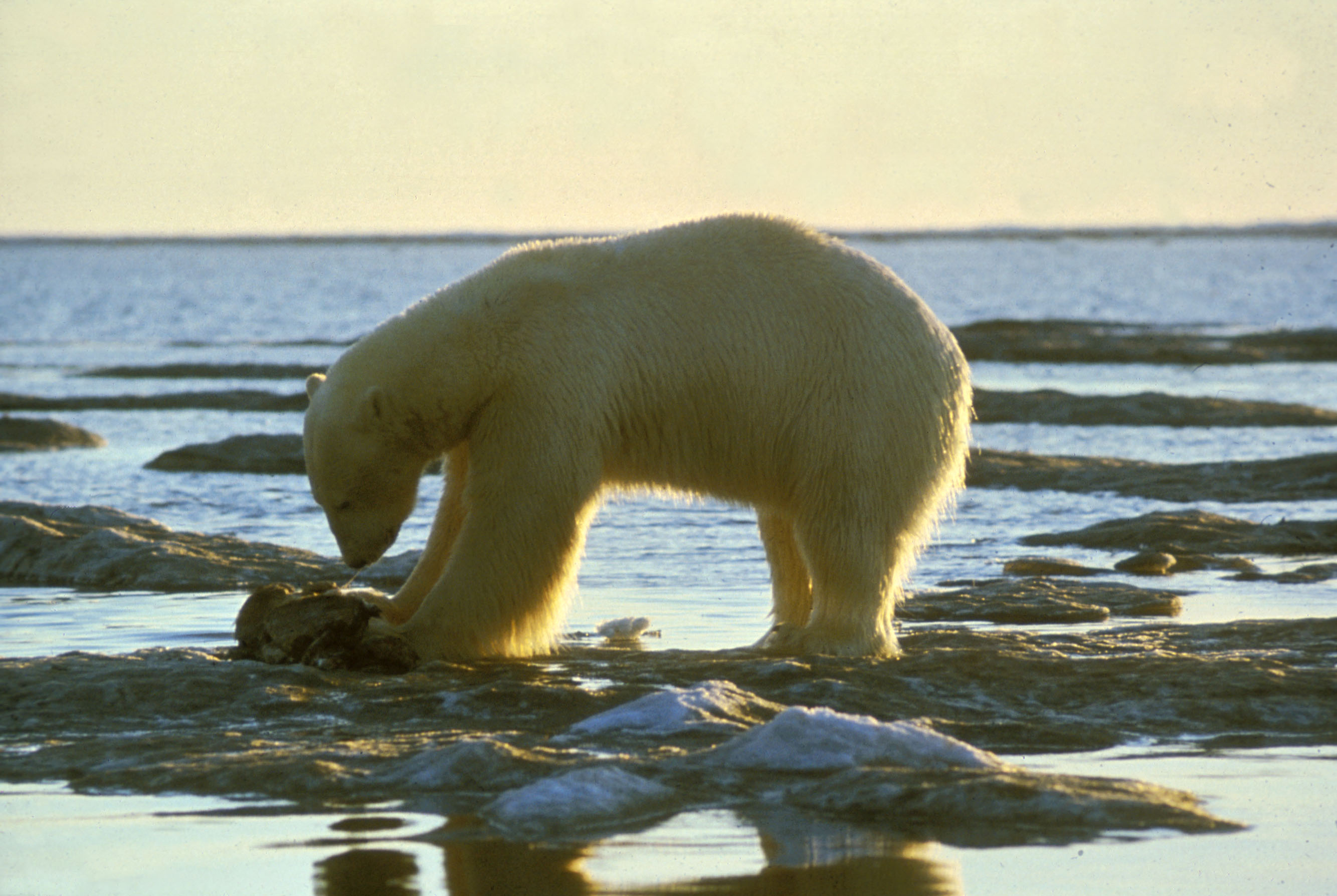
Polar bearUrsus maritimusisbjørn
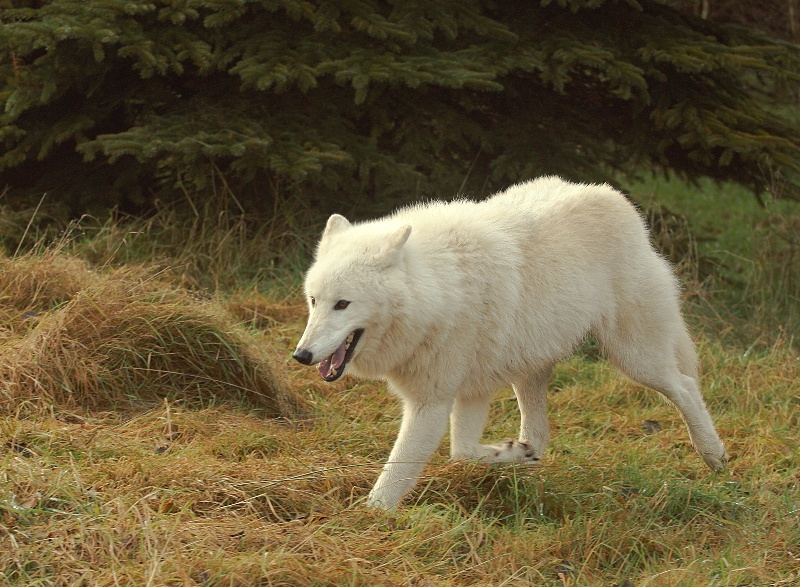
Groenlandia wolfCanis lupus orion
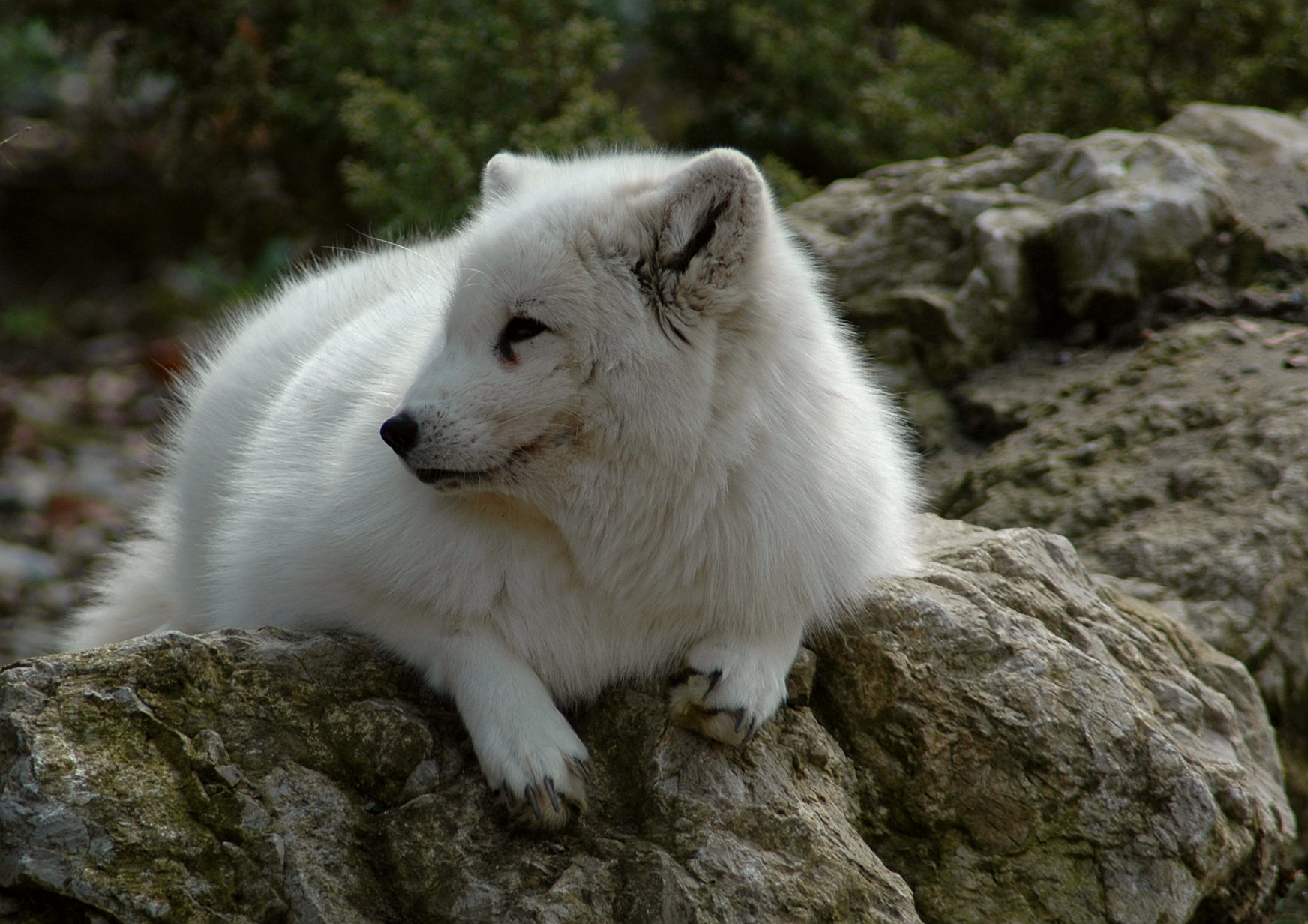
Groenlandia Ártica foxVulpes lagopus foragorapusispolarræv
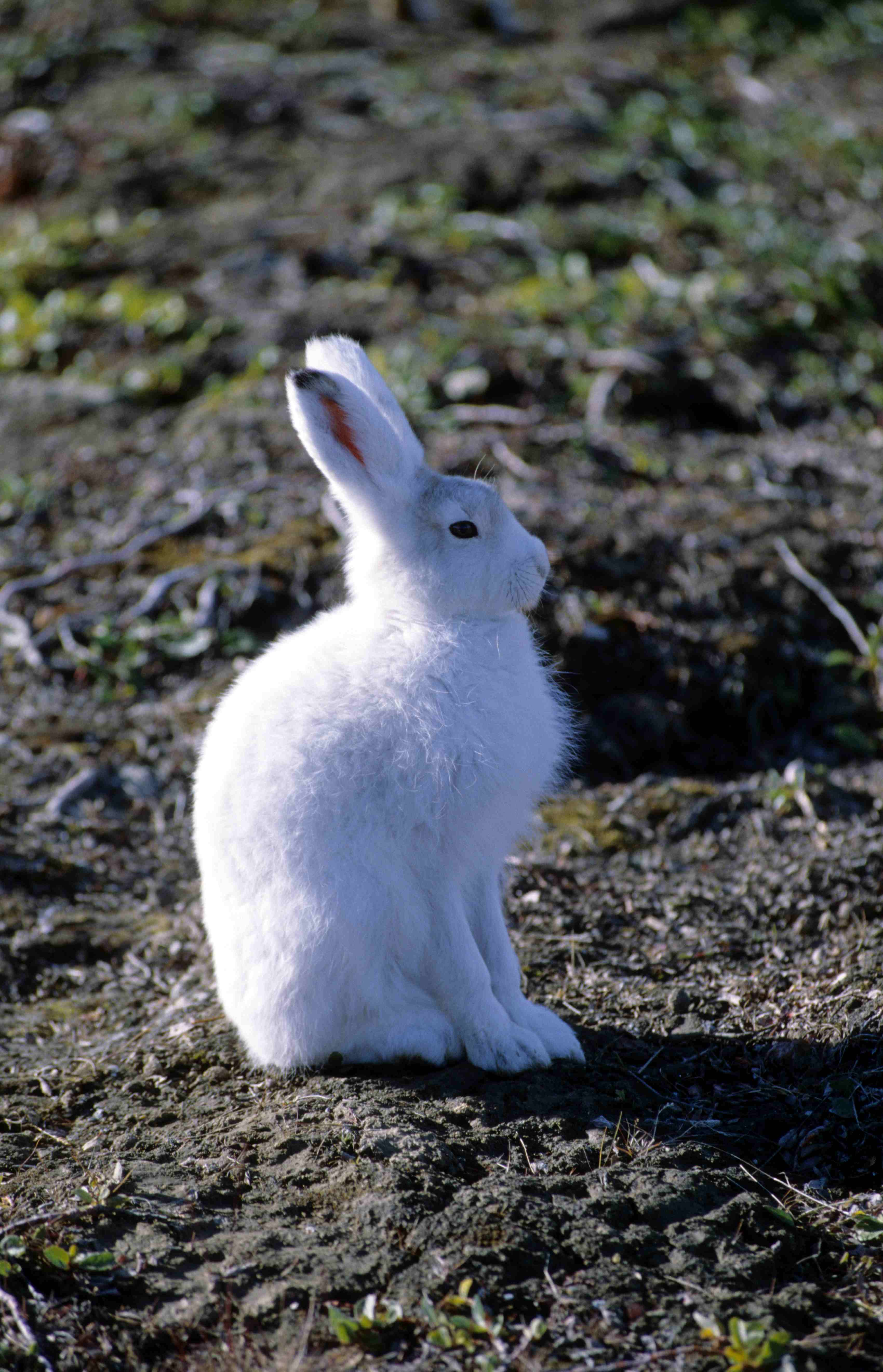
Groenlandia Ártica hareLepus arcticus groenlandicussnehare
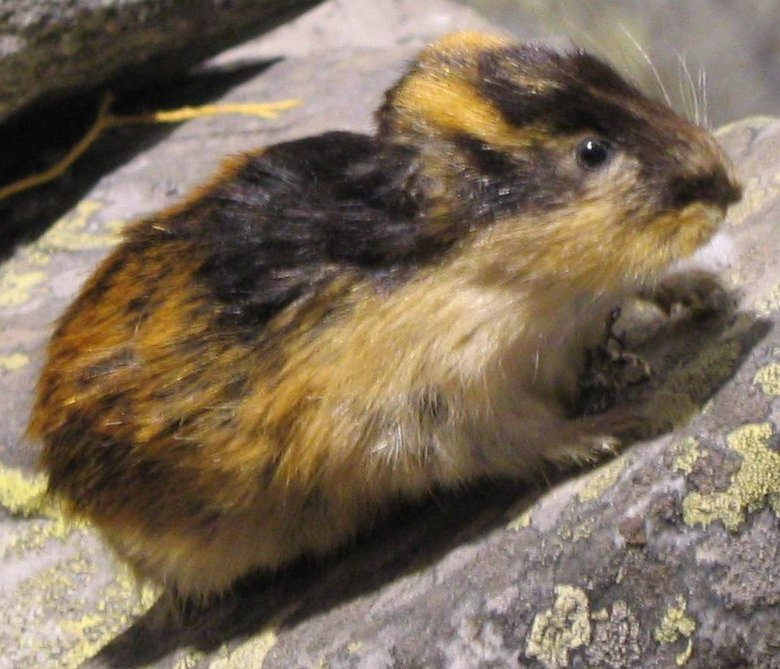
Del norte collared lemmingDicrostonyx groenlandicuslemming

### Mamíferos marinos
Se calcula que hay unos dos millones de focas que habitan las costas de Groenlandia. (9) Entre las especies se encuentran la foca de casco, o foca capuchina (Cystophora cristata), así como la foca gris (Halichoerus grypus). (2) Las ballenas frecuentemente nadan a lo largo de las costas de Groenlandia, a finales de verano o a principios de otoño. Existen especies tales como la beluga, la ballena azul, la ballena de Groenlandia (o ballena boreal), el rorcual común, la yubarta (o ballena jorobada), el rorcual Minke (o ballena Minke), el narval, el calderón y el cachalote. (9) La caza de ballenas era, antiguamente, una industria muy importante en Groenlandia, sin embargo, para comienzos del siglo XX, la población de estos cetáceos se hallaba tan diezmada que dicha industria cayó en un fuerte declive. (2) Las morsas se encuentran, principalmente, en el norte y el este del país, (9) las cuales, al igual que los narvales, han sido presas codiciadas por sus colmillos y víctimas de la caza excesiva.  
- Narval

Monodon monoceros
narhval
- Yubarta

Megaptera novaeangliae
pukkelhval
- Orca

Orcinus orca
spækhugger
- Foca anillada de Saimaa   Phoca hispida ringsæl
- Foca pía o foca de Groenlandia    Phoca groenlandica grønlandssæl
- ·Foca común, foca de puerto o foca moteada   Phoca vitulina spættet sæl

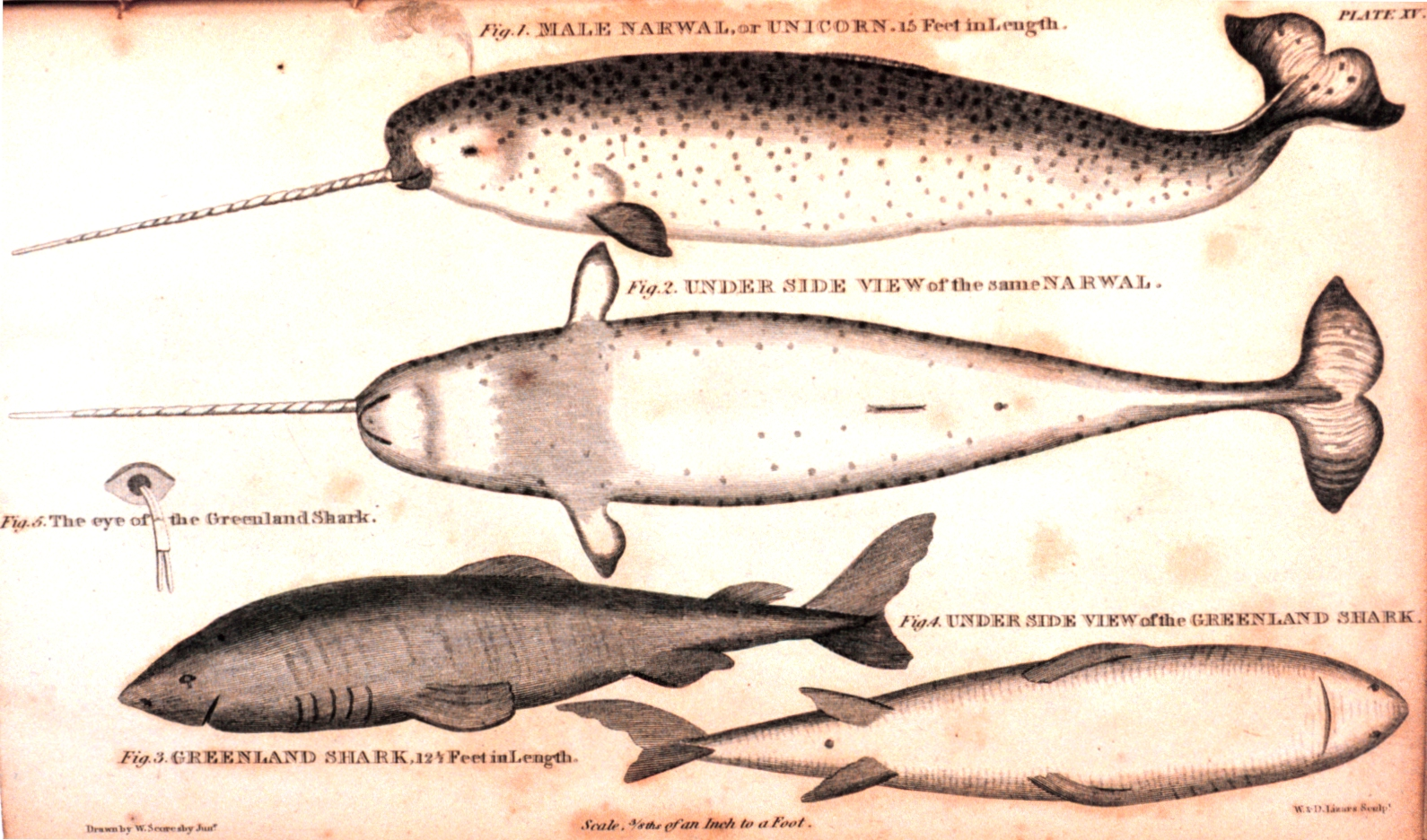
NarwhalMonodon monocerosnarhval
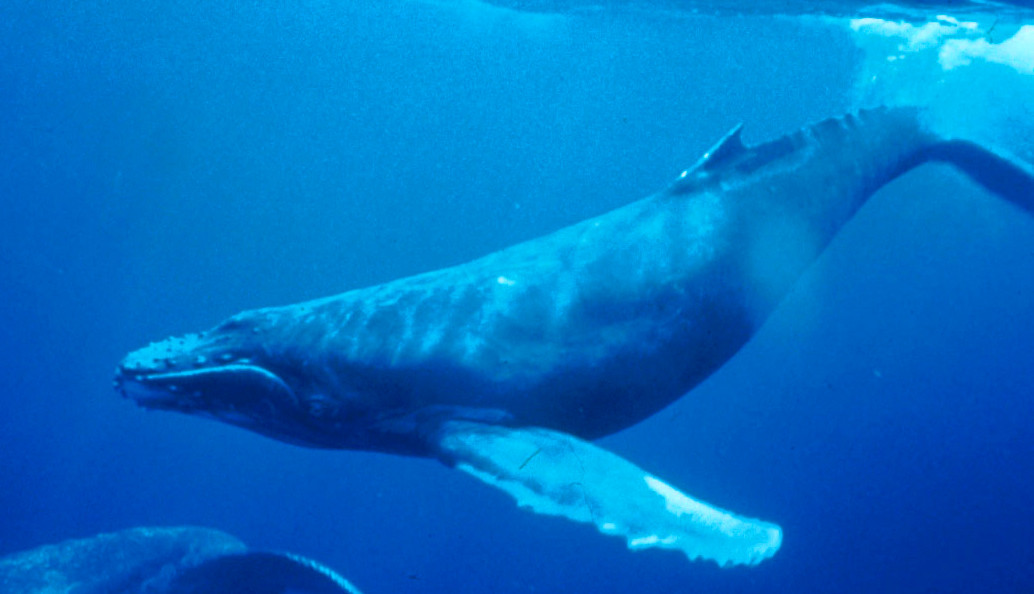
Humpback whaleMegaptera novaeangliaepukkelhval
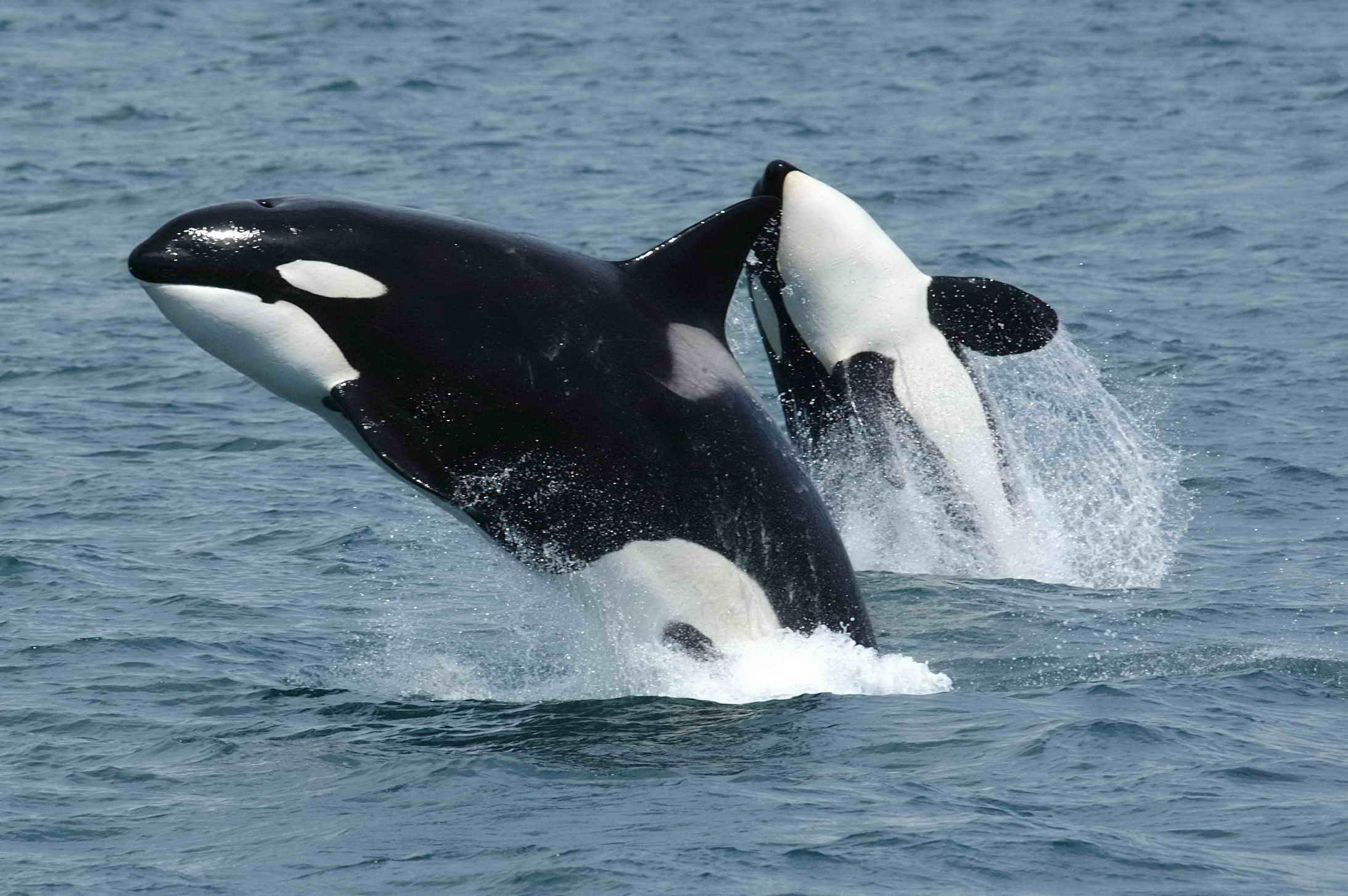
OrcaOrcinus orcaspækhugger
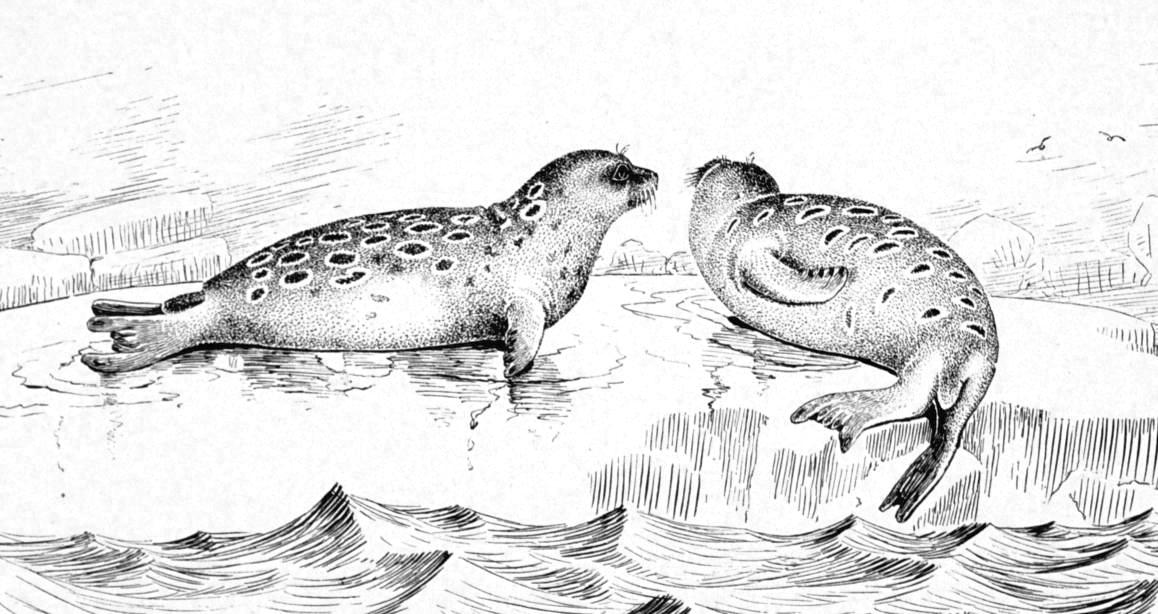
Ringed sealPhoca hispidaringsæl
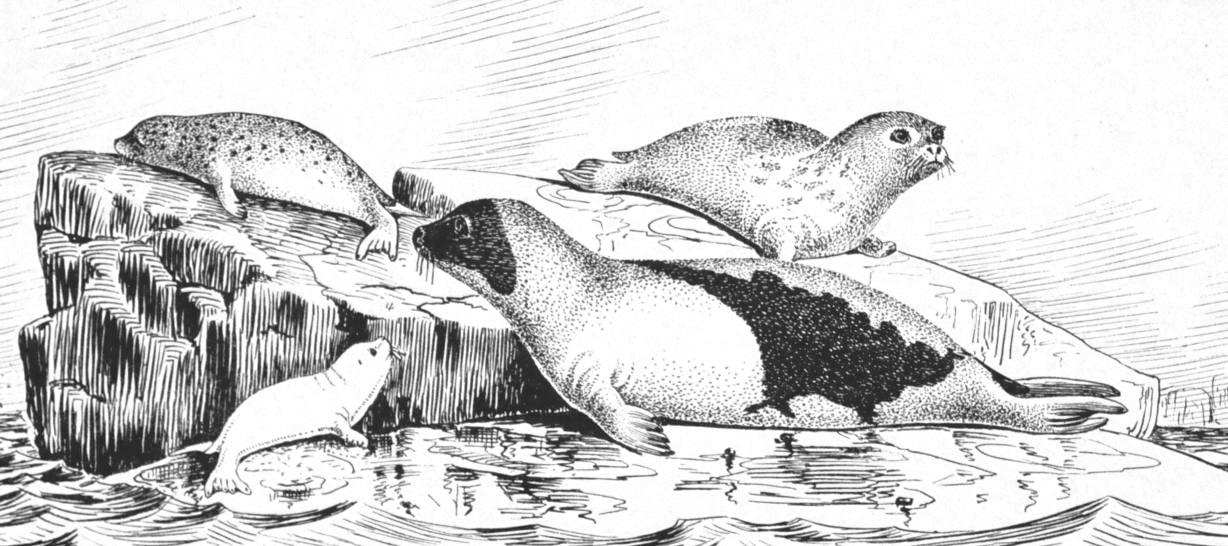
Arpa sealPhoca groenlandicagrønlandssæl
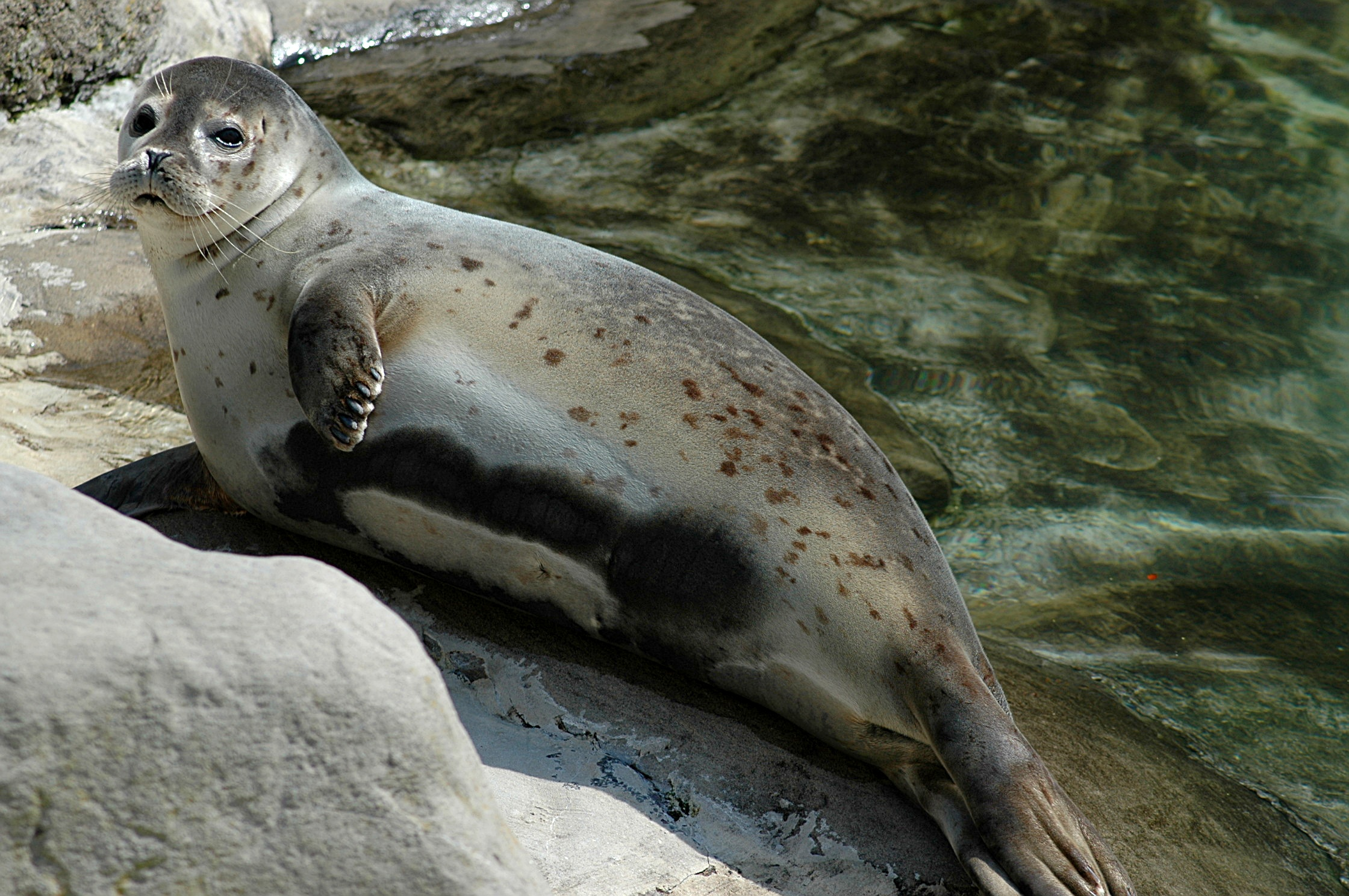
Común sealPhoca vitulinaspættet sæl

### Aves
En 1911 se estimaba que existían sesentaiún especies de aves en Groenlandia. (2) Algunas de ellas, como el eider común, el arao aliblanco y la perdiz nival (o lagópodo alpino), son cazados como alimento, en invierno.
·       Perdiz nival o lagópodo alpino
Rock ptarmigan
Lagopus muta
rype
Skovhøns
Cuervo grande
Corvus corax
ravn
Pigargo europeo
Haliaeetus albicilla
havørn
Halcón peregrino
Falco peregrinus
vandrefalk
Gerifalte o halcón gerifalte
Falco rusticolus
jagtfalk
Búho nival
Bubo scandiacus
sneugle
Collalba gris
Oenanthe oenanthe
stenpikker
Eider común
Somateria mollissima
ederfugl
Mérgulo atlántico
Alle alle
søkonge
Escribano nival
Plectrophenax nivalis
snespurv
Cormorán grande
Phalacrocorax carbo
skarv
Gavión hiperbóreo o gaviota hiperbórea
Larus hyperboreus
gråmåge
Gaviota groenlandesa
Larus glaucoides
hvidvinget måge
Fulmar boreal
Fulmarus glacialis
mallemuk
Falaropo picofino
Phalaropus lobatus
odinshane
·       Serreta mediana
Mergus serrator
toppet skallesluger
Colimbo chico
Gavia stellata
rødstrubet lom
Colimbo grande
Gavia immer
islom
Pato havelda (nacho)
Clangula hyemalis
havlit
Frailecillo atlántico
Fratercula arctica

lunde

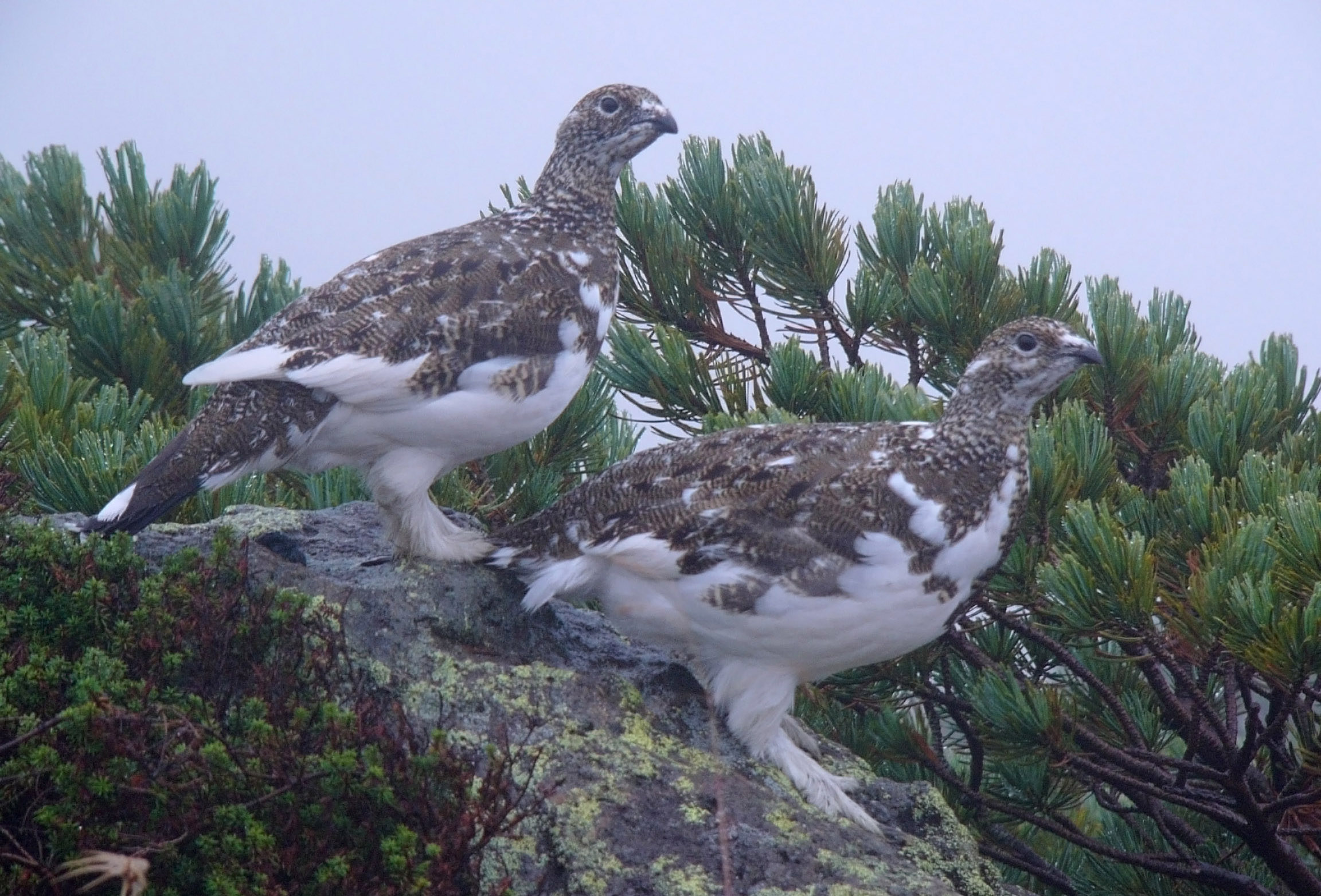
Rock ptarmiganLagopus mutarypeSkovhøns
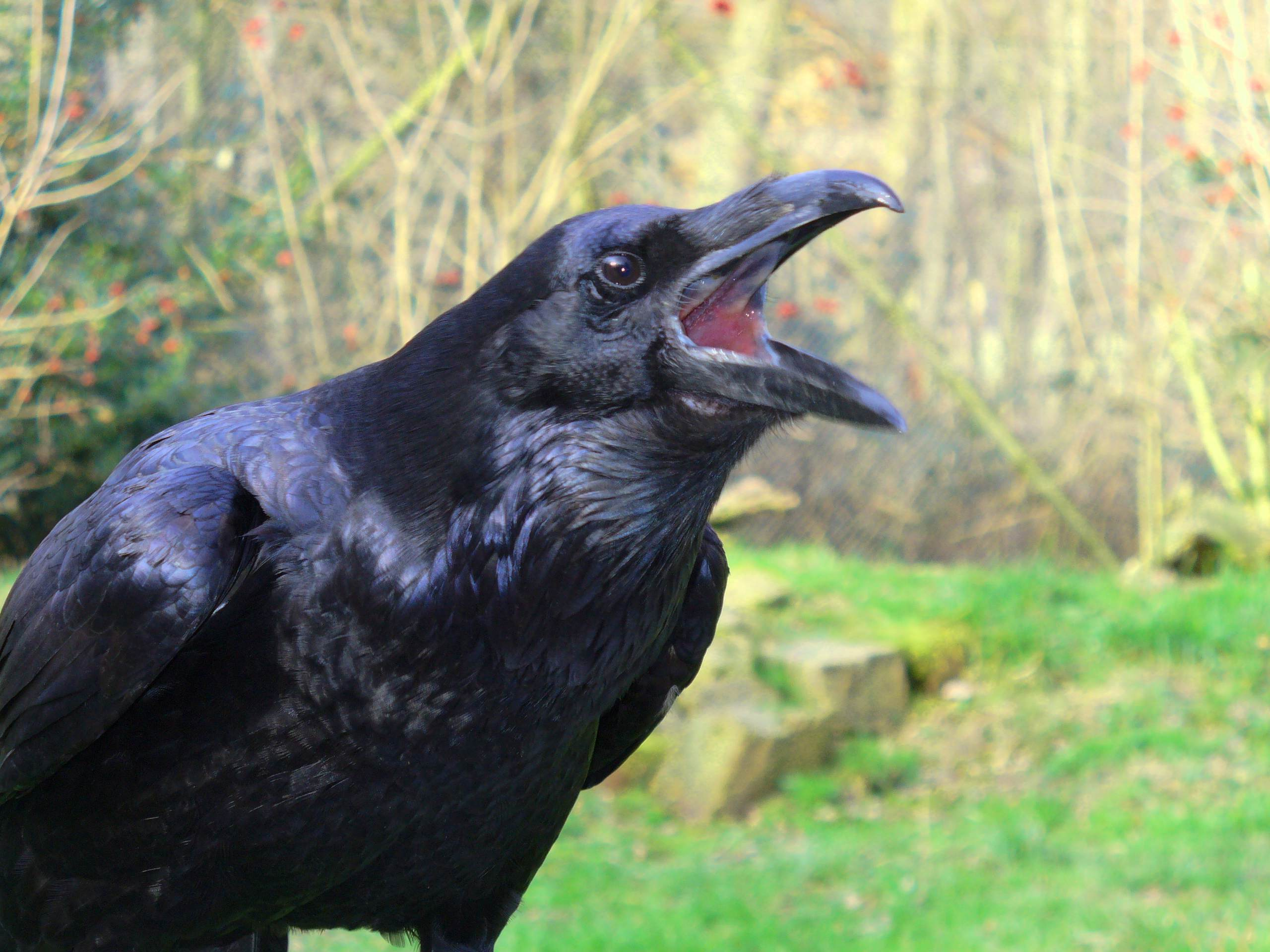
RavenCorvus coraxravn
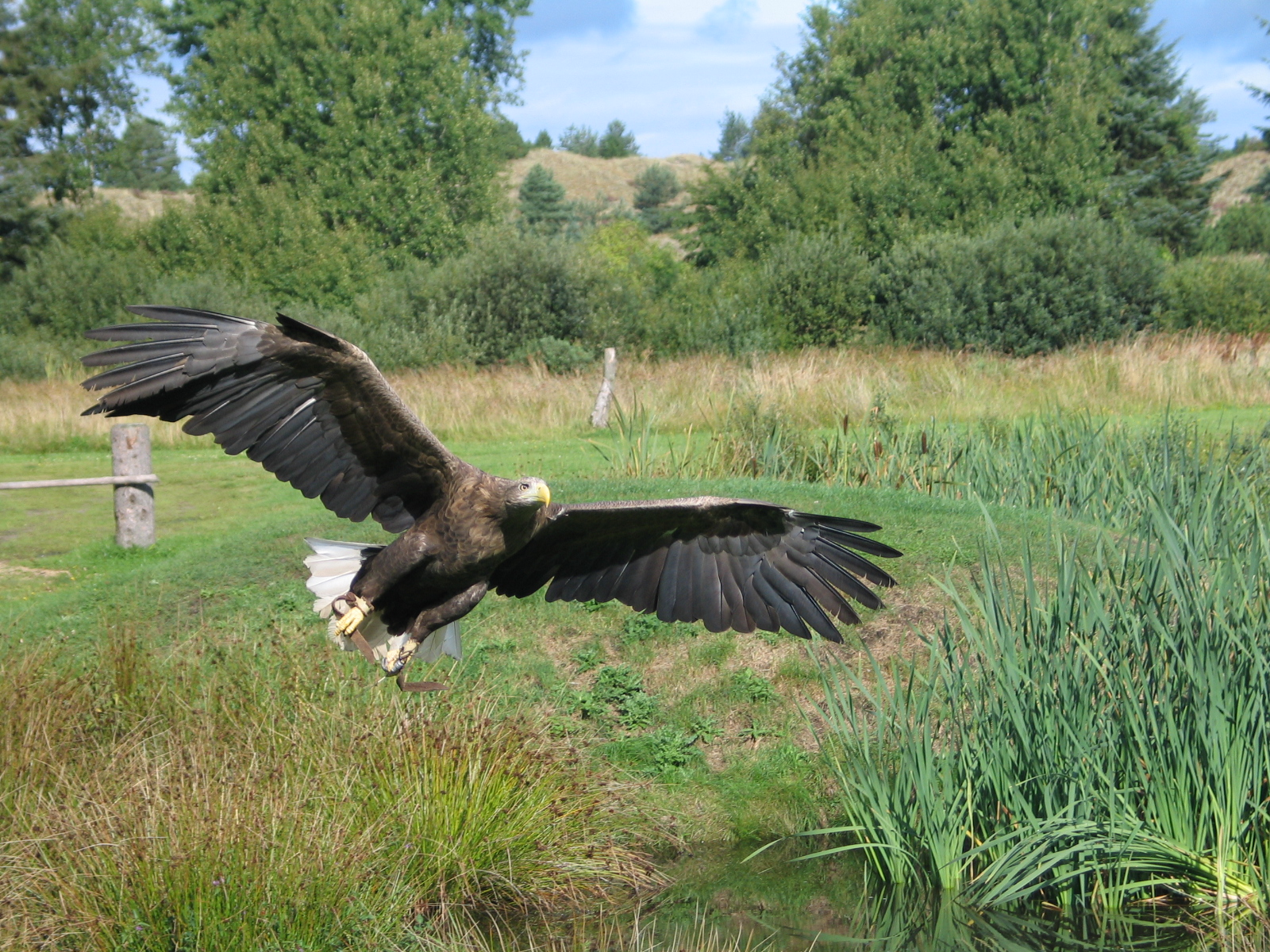
Blanco-tailed mar eagleHaliaeetus albicillahavørn
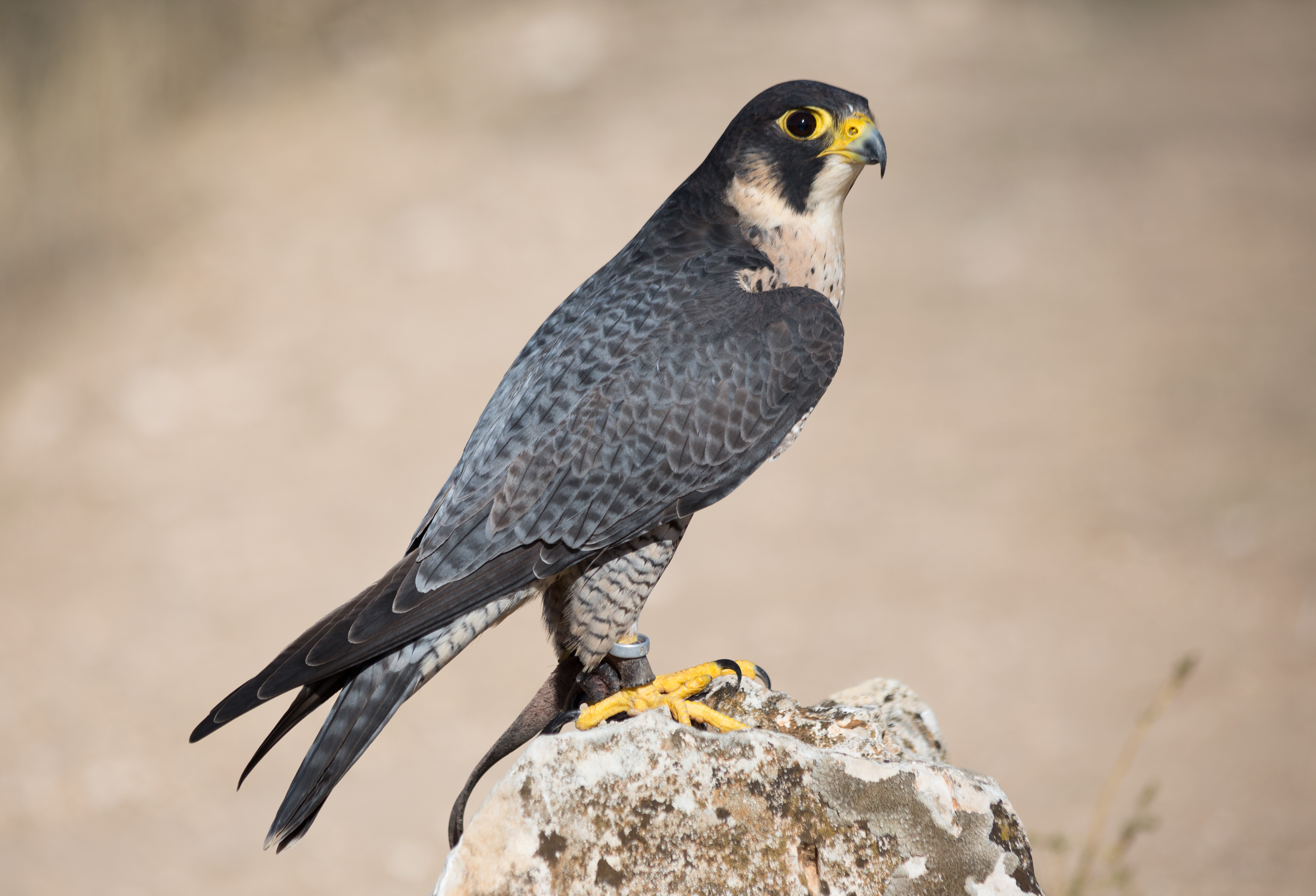
Peregrine falconFalco peregrinusvandrefalk
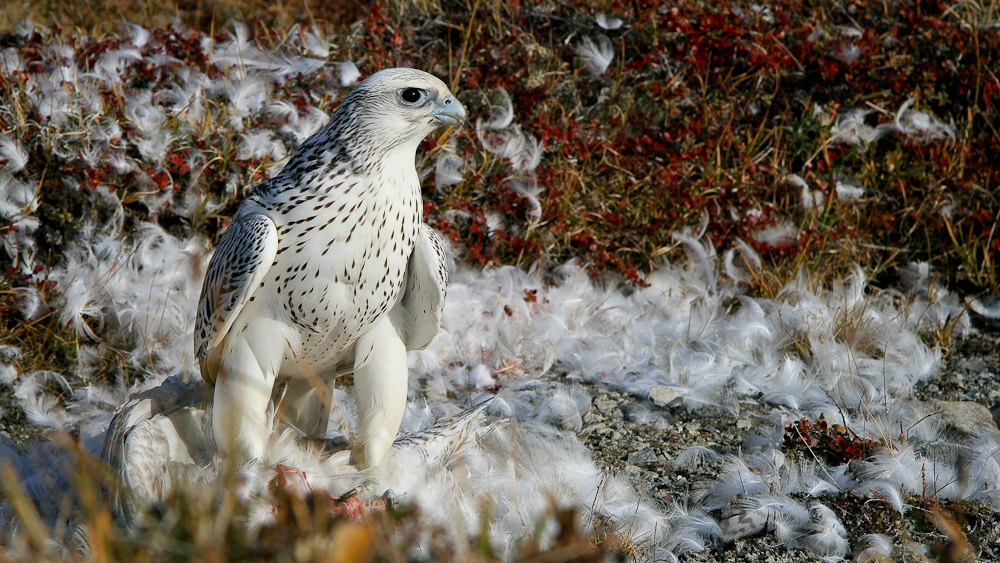
GyrfalconFalco rusticolusjagtfalk
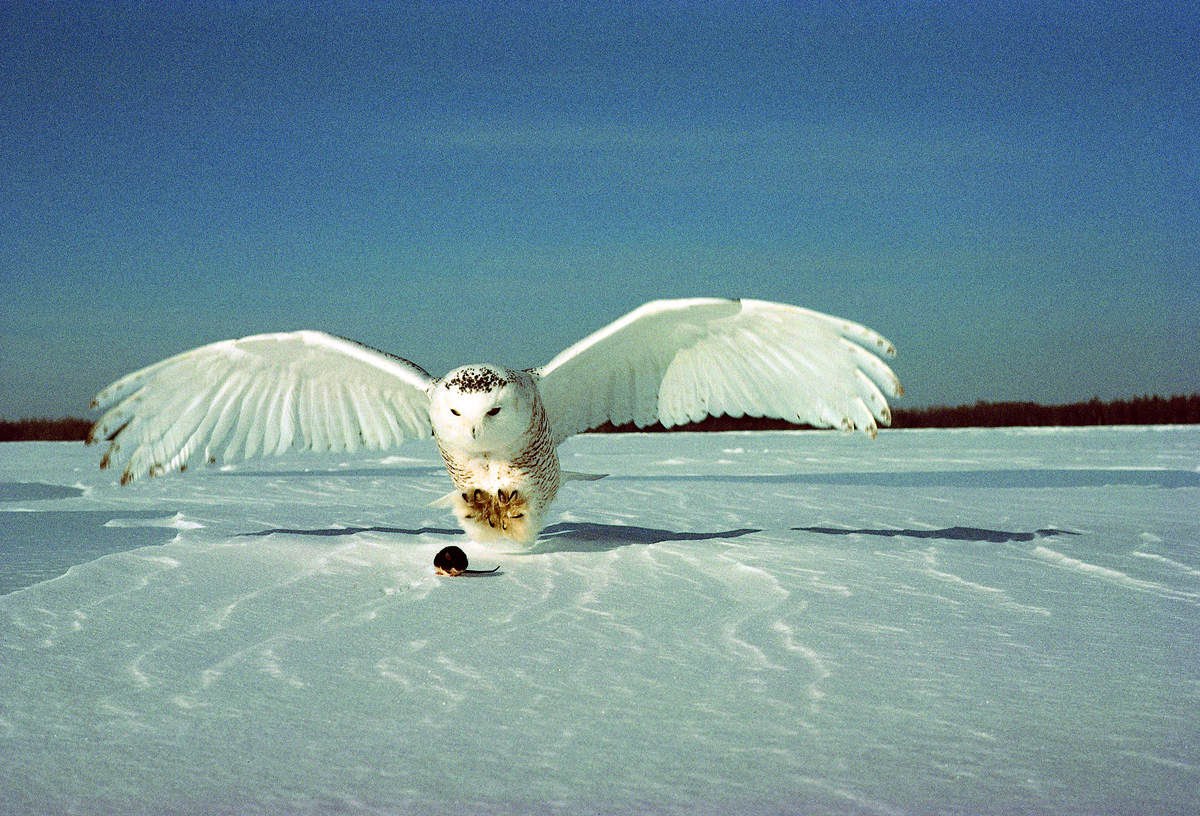
Snowy owlBubo scandiacussneugle
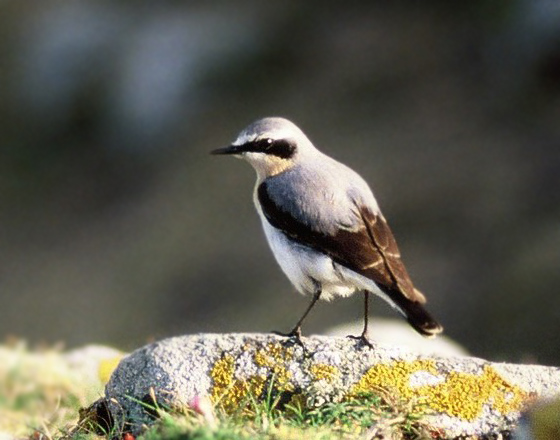
Del norte wheatearOenanthe oenanthestenpikker
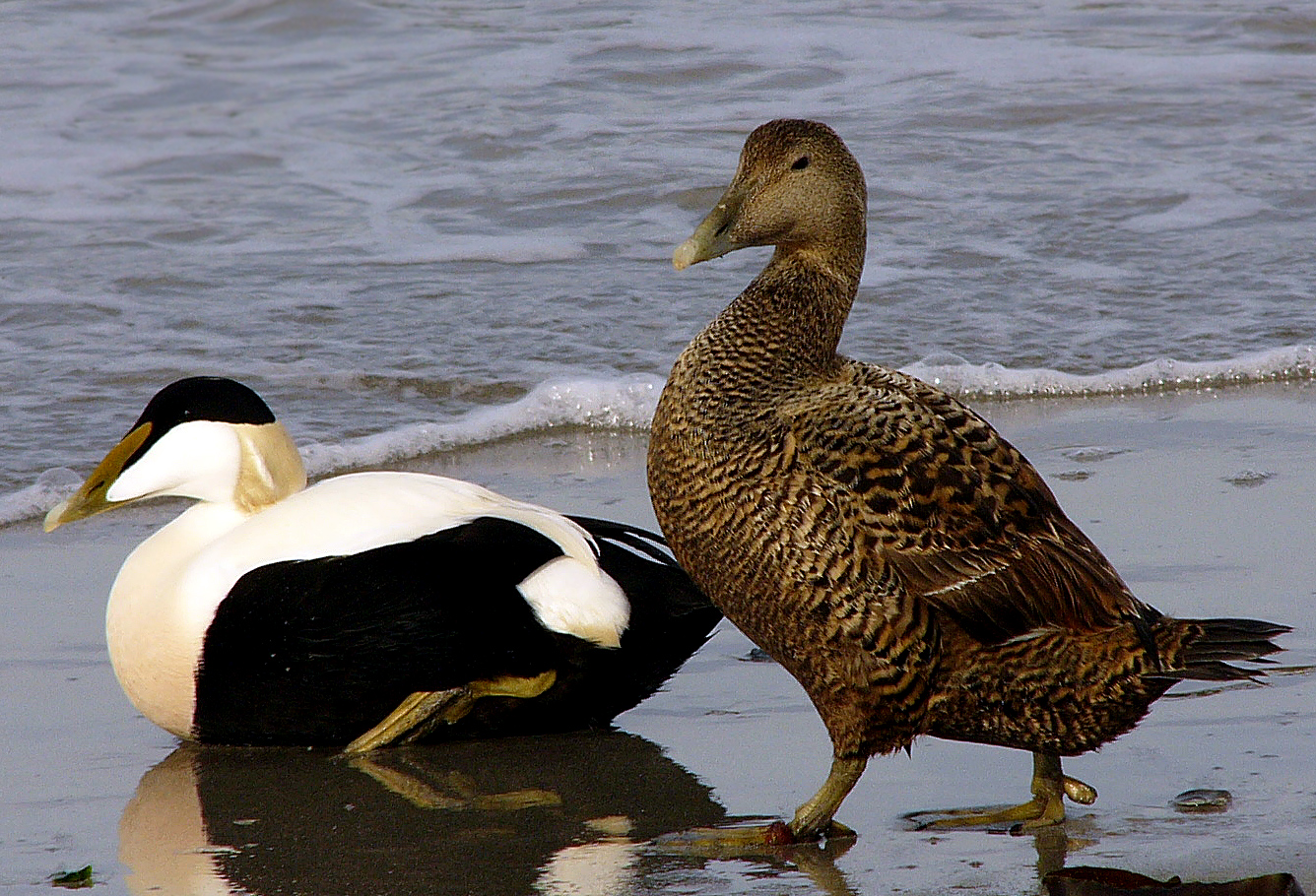
Común eiderSomateria mollissimaederfugl
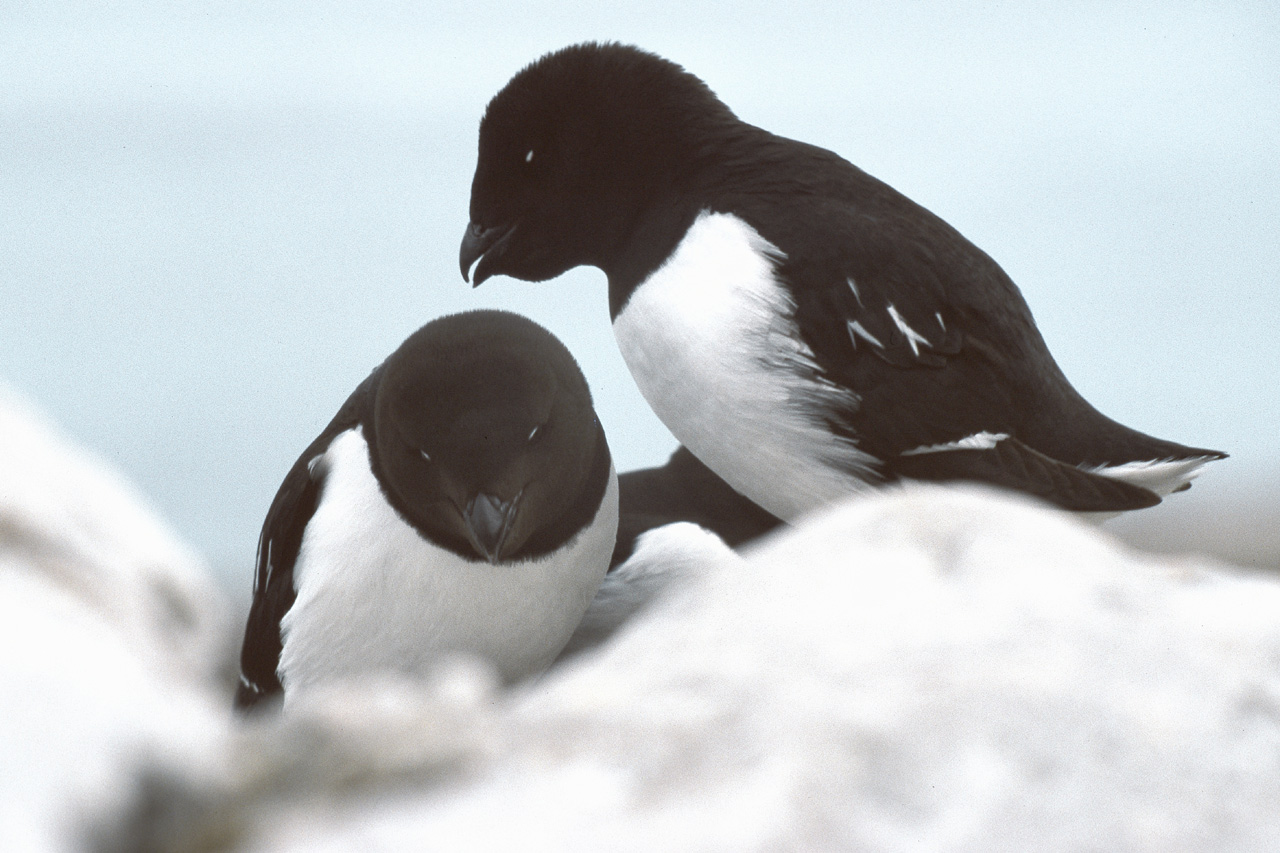
Poco aukAlle allesøkonge
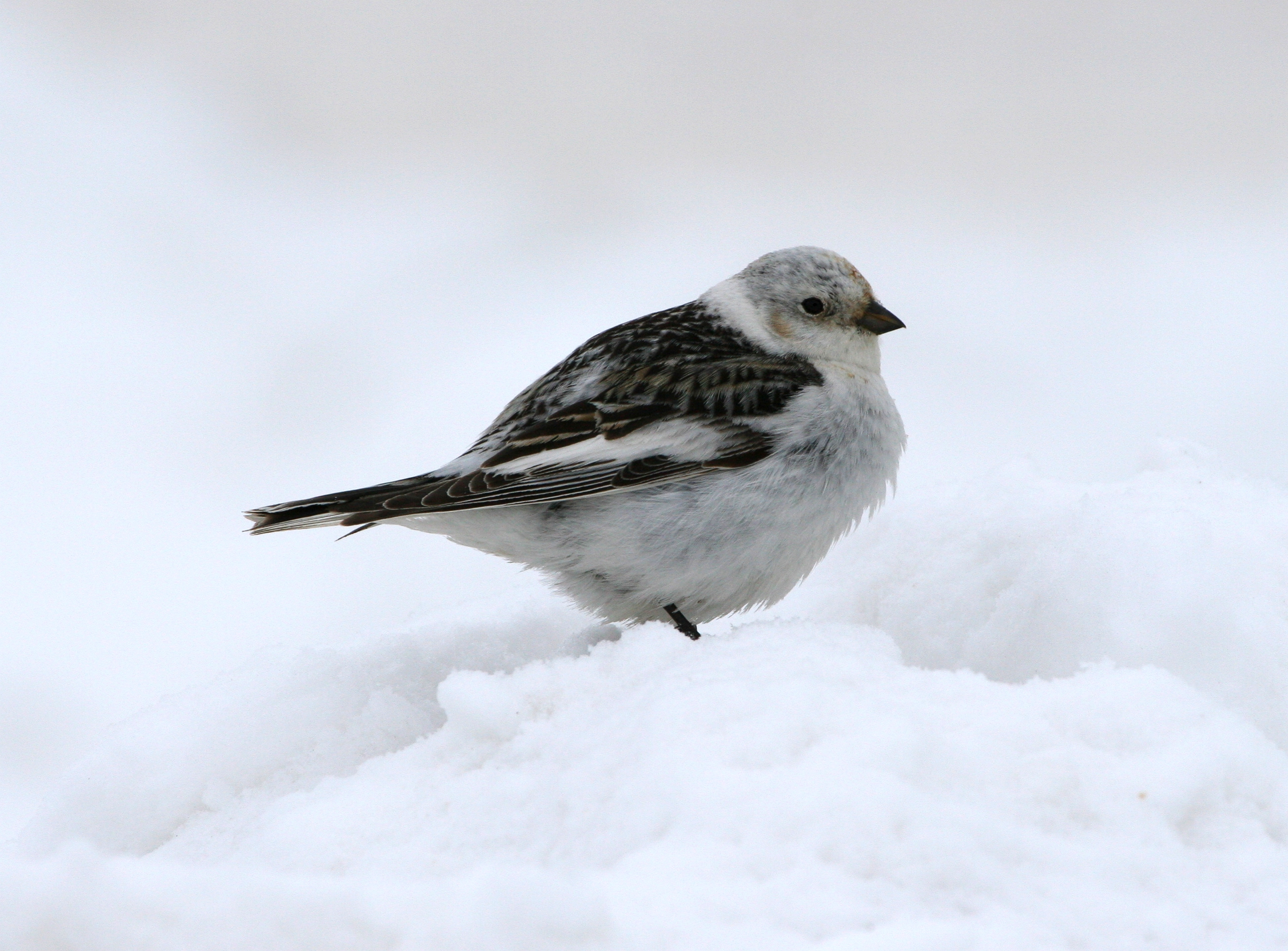
Snow buntingPlectrophenax nivalissnespurv
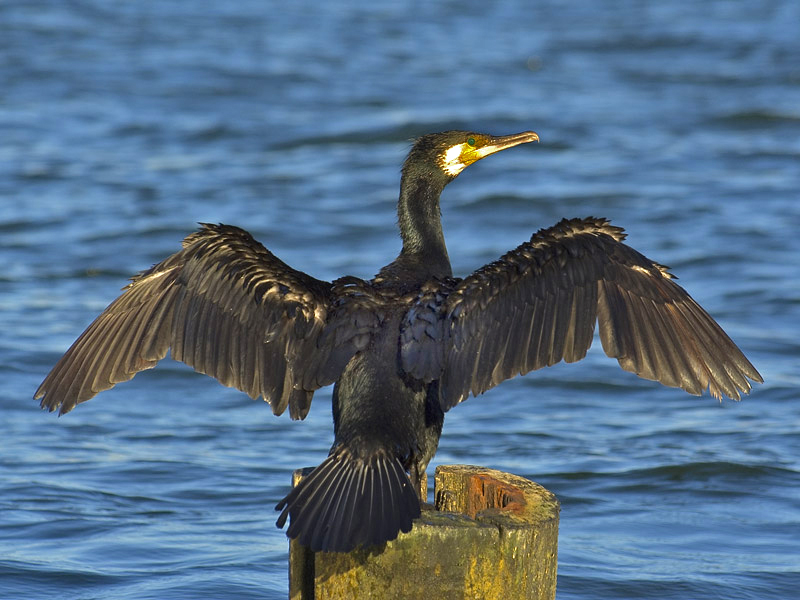
Grande cormorantPhalacrocorax carboskarv
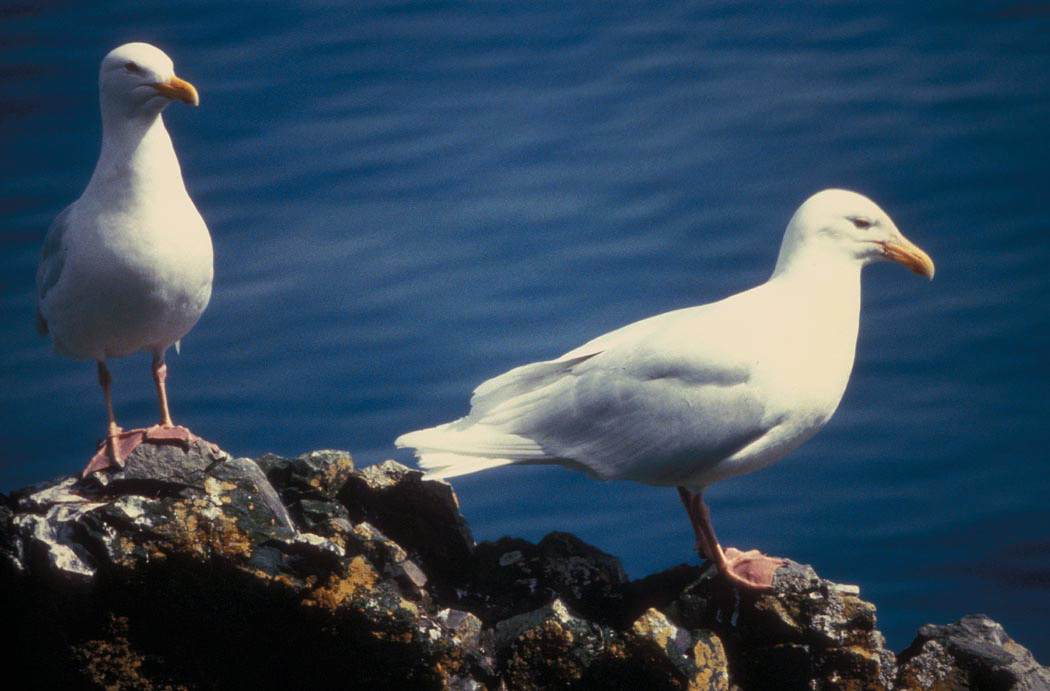
Glaucous gullLarus hyperboreusgråmåge
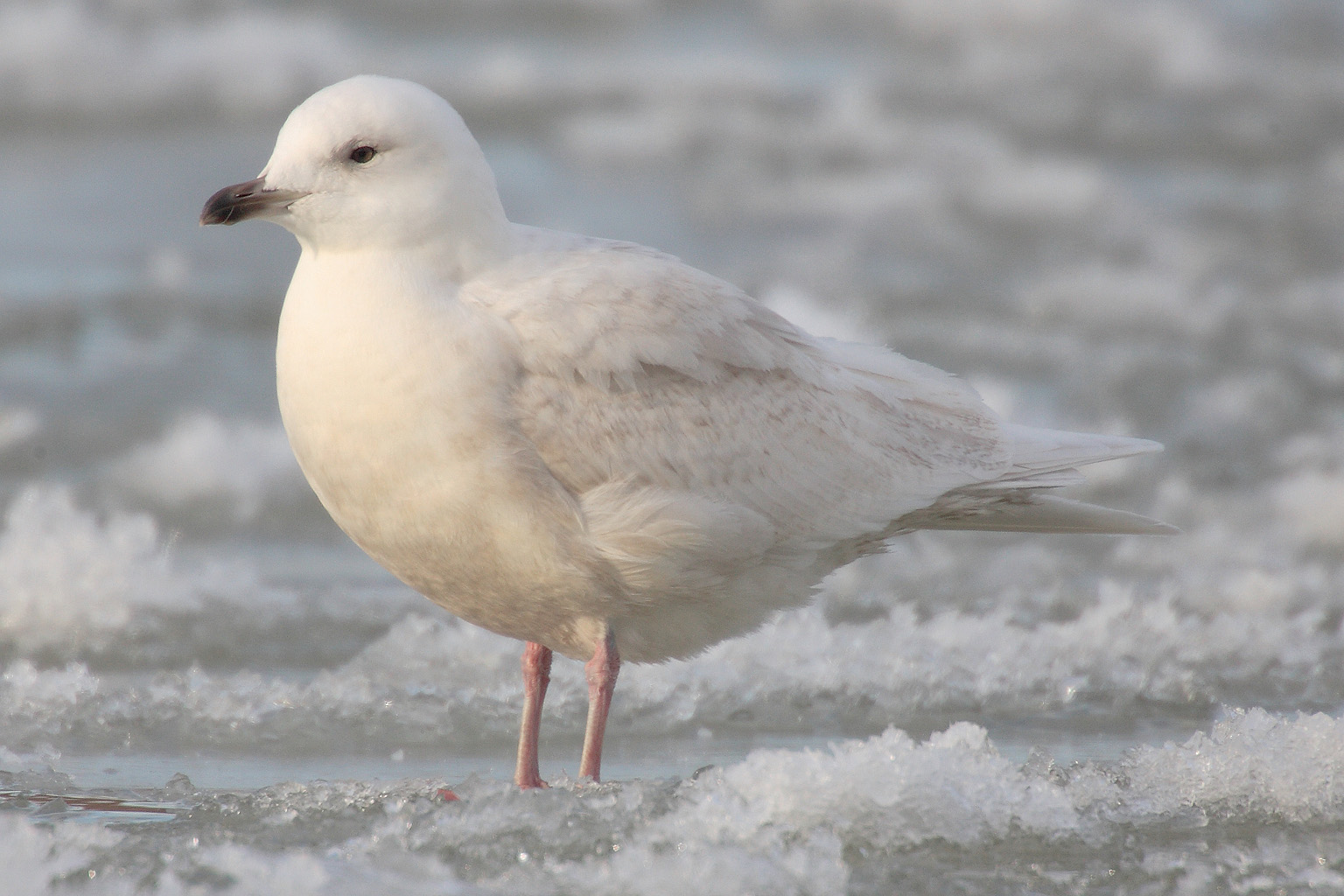
Islandia gullLarus glaucoideshvidvinget måge
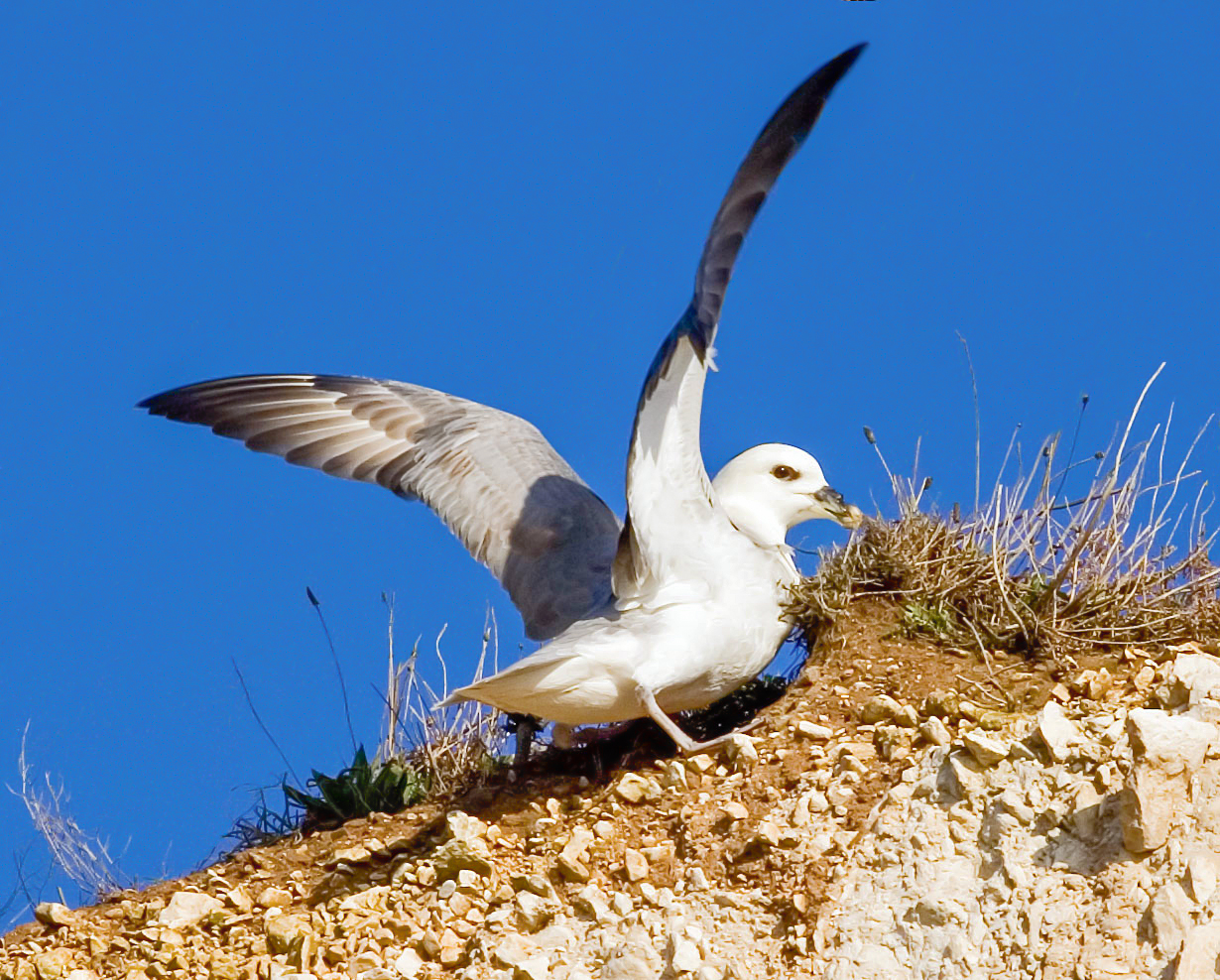
Del norte fulmarFulmarus glacialismallemuk
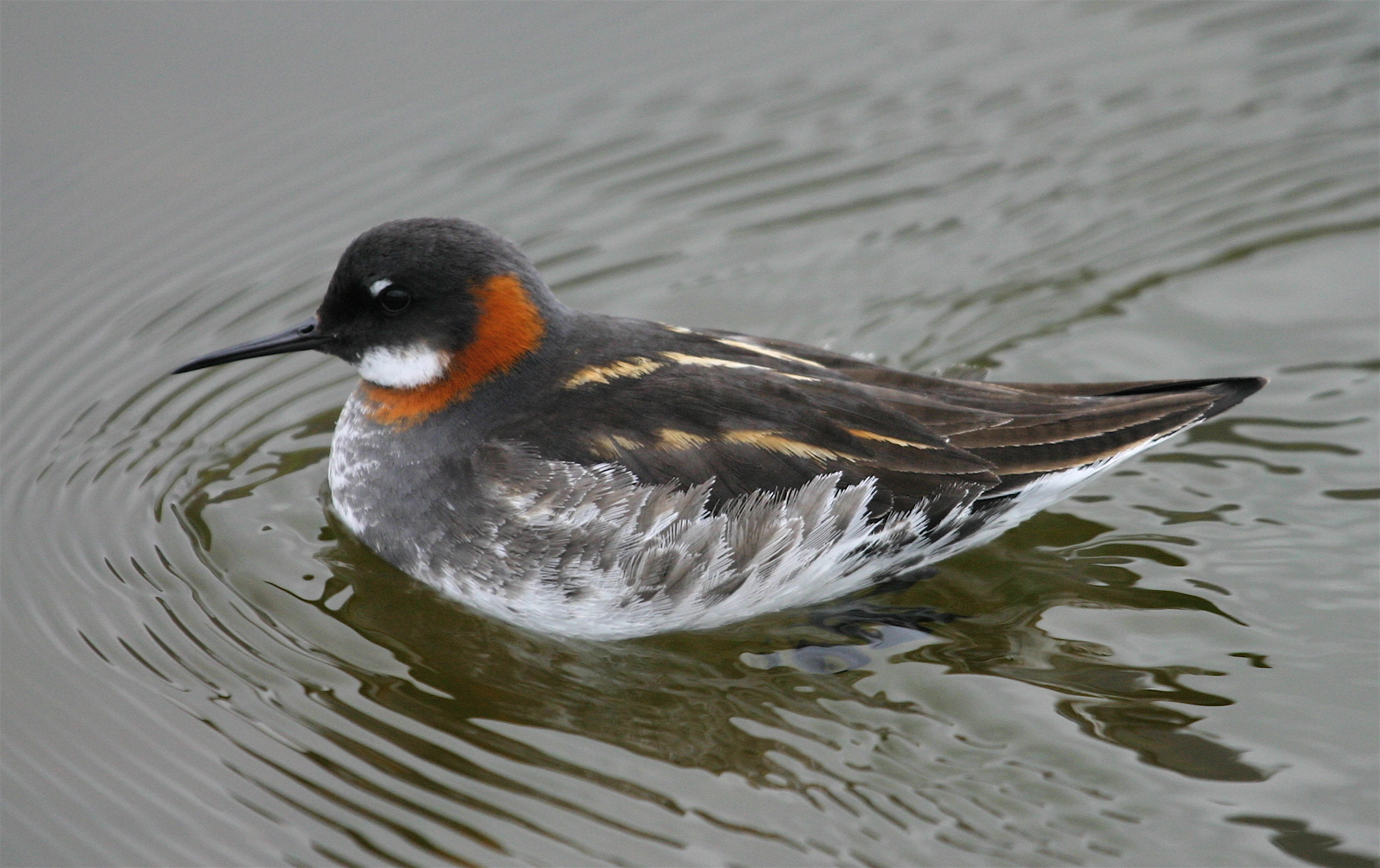
Rojo-necked phalaropePhalaropus lobatusodinshane
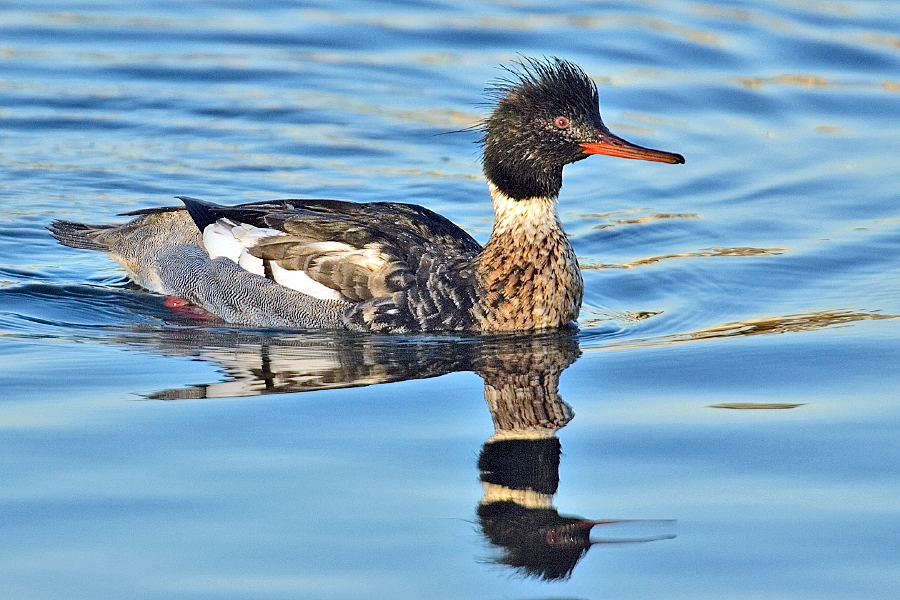
Rojo-breasted merganserMergus serratortoppet skallesluger
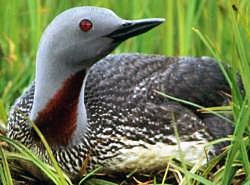
Rojo-throated diverGavia stellatarødstrubet lom
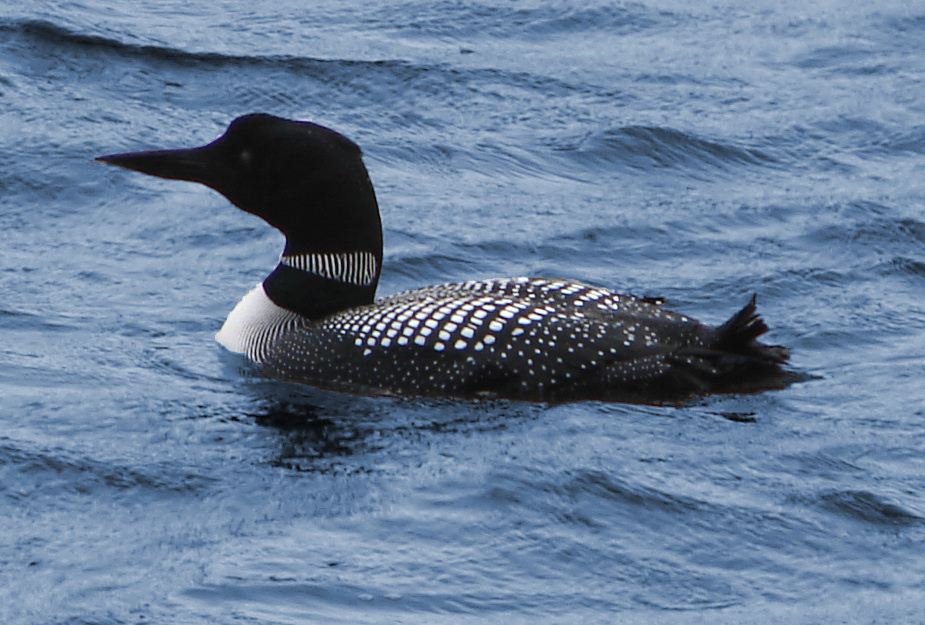
Grande del norte diverGavia immerislom
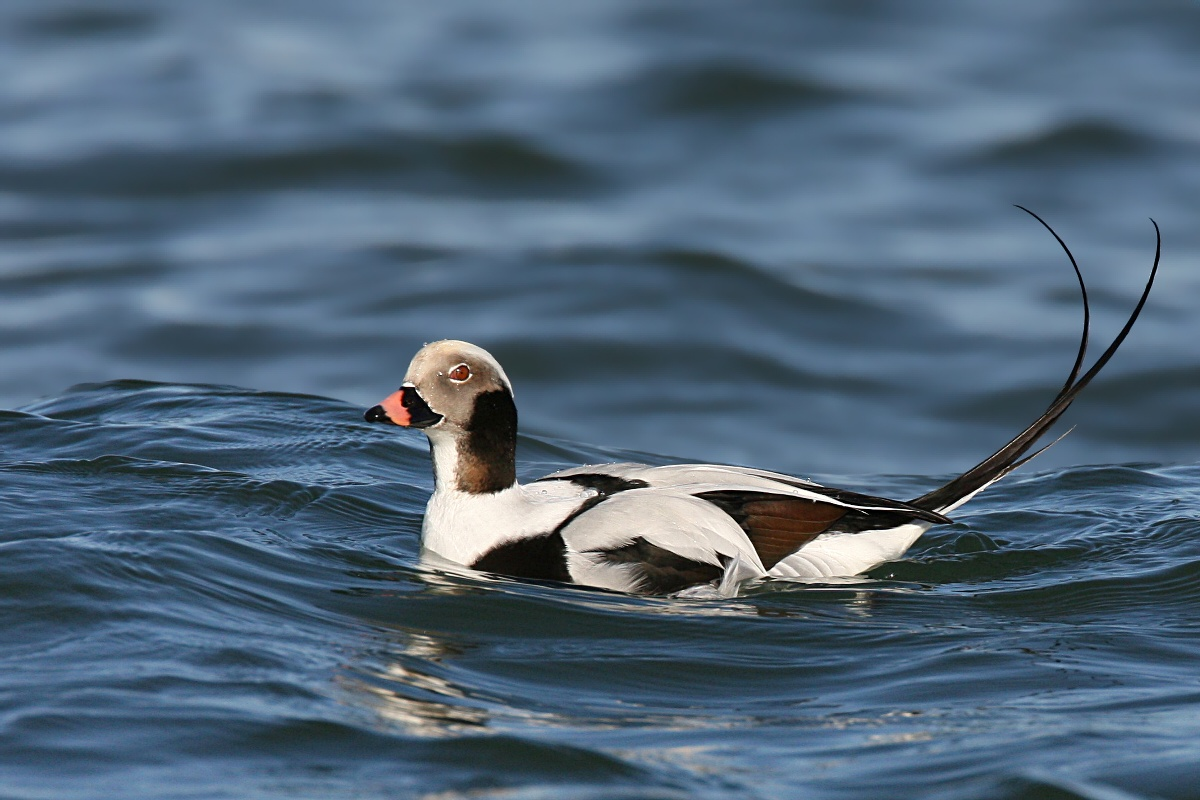
Mucho tiempo-tailed pato (macho)Clangula hyemalishavlit
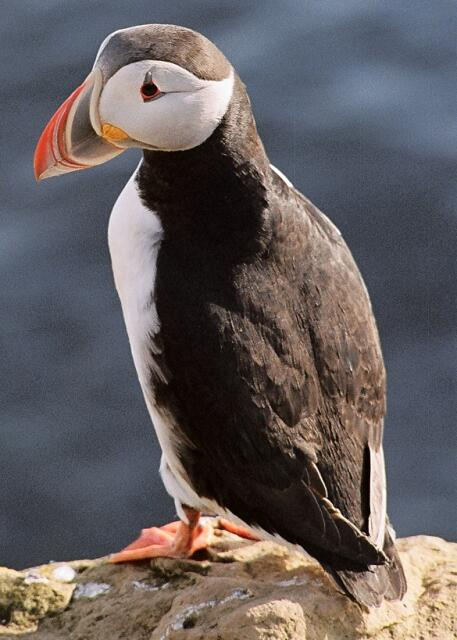
Atlántico puffinFratercula arcticalunde

### Peces
De las muchas especies de peces que se hallan en las aguas de Groenlandia, varias de ellas han tenido una importancia económica considerable; entre ellas se hallan el bacalao, el capelán (o capelín), el halibut (o fletán), el pez de roca, el lumpo o ciclóptero y la trucha común (o trucha marrón o reo). El tiburón de Groenlandia (o tollo de Groenlandia o tiburón boreal o peregrino) es capturado por el aceite que se extrae de su hígado, así como para su uso culinario en el plato islandés hákarl, una vez su carne está curada. Este plato está considerado un manjar.  
Bacalao común, bacalao del Atlántico o bacalao de Noruega
Gadus ogac
torsk
Salmón común o salmón del Atlántico
Salmo salar
laks
Salvelino, trucha alpina o trucha ártica
Salvelinus alpinus
fjeldørred
·       Fletán, hipogloso, halibut o pez mantequilla.
Hippoglossus hippoglossus
helleflynder
Fletán negro o halibut negro
Reinhardtius hippoglossoides
hellefisk
Gallineta dorada, gallineta nórdica o dorado.
Sebastes marinus
rødfisk
Pez lobo
Anarhichas lupus

havkat

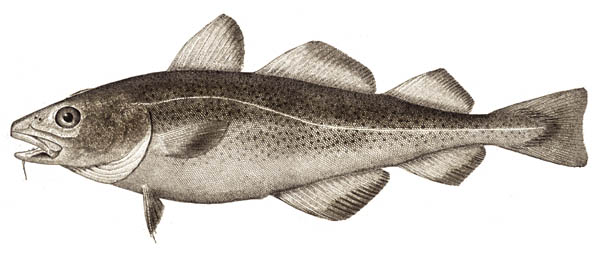
Atlántico codGadus ogactorsk
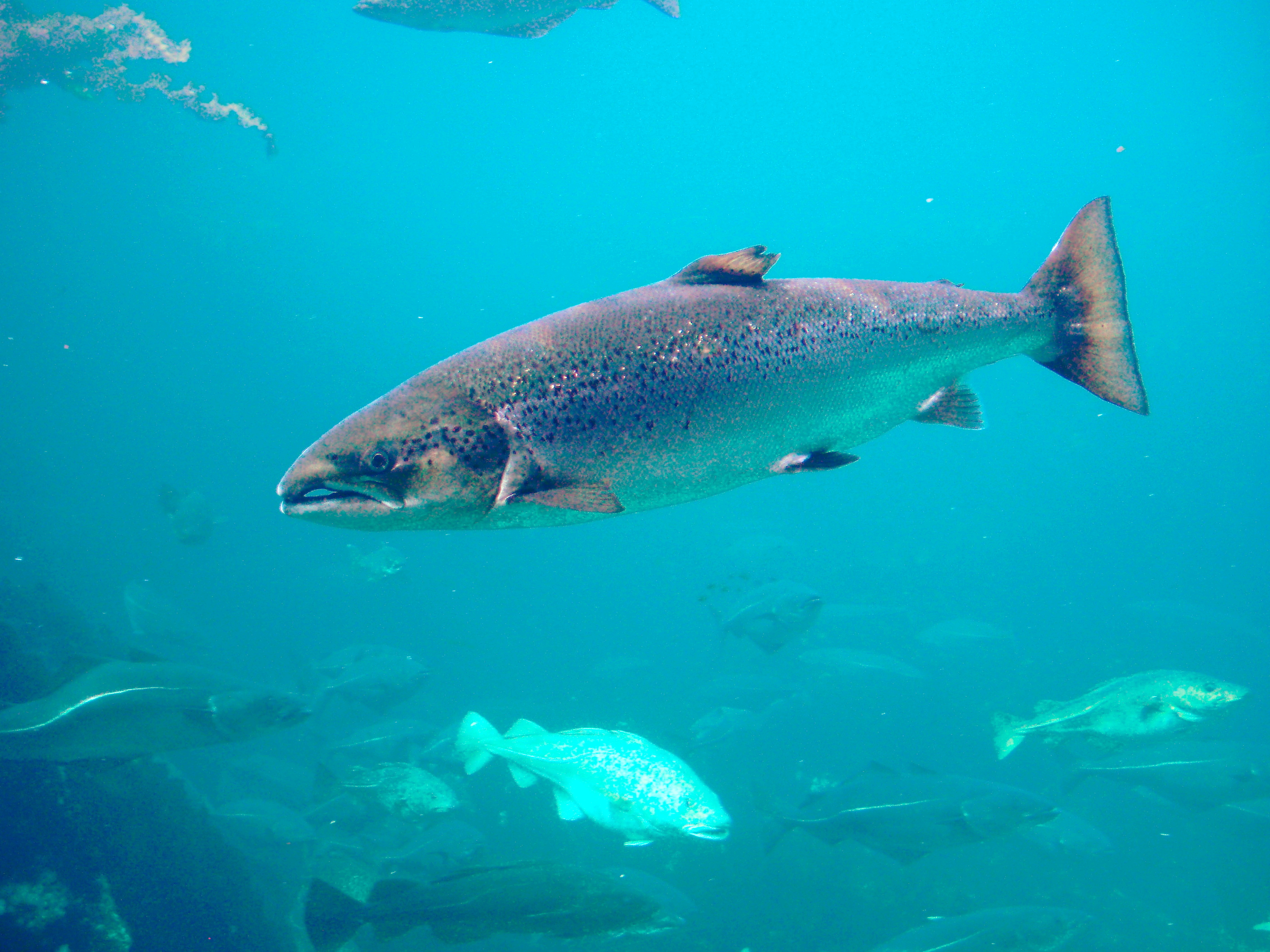
Atlántico salmonSalmo salarlaks
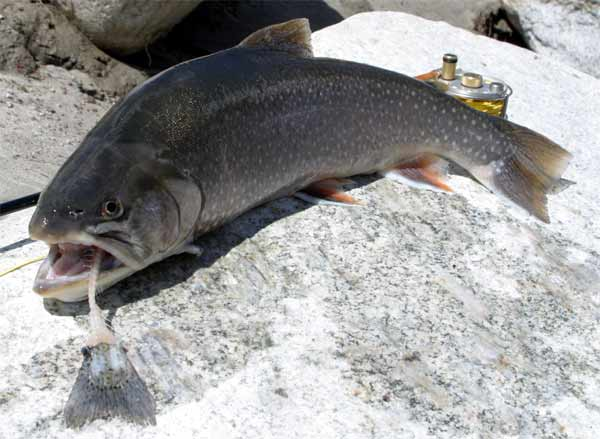
Ártico charSalvelinus alpinusfjeldørred
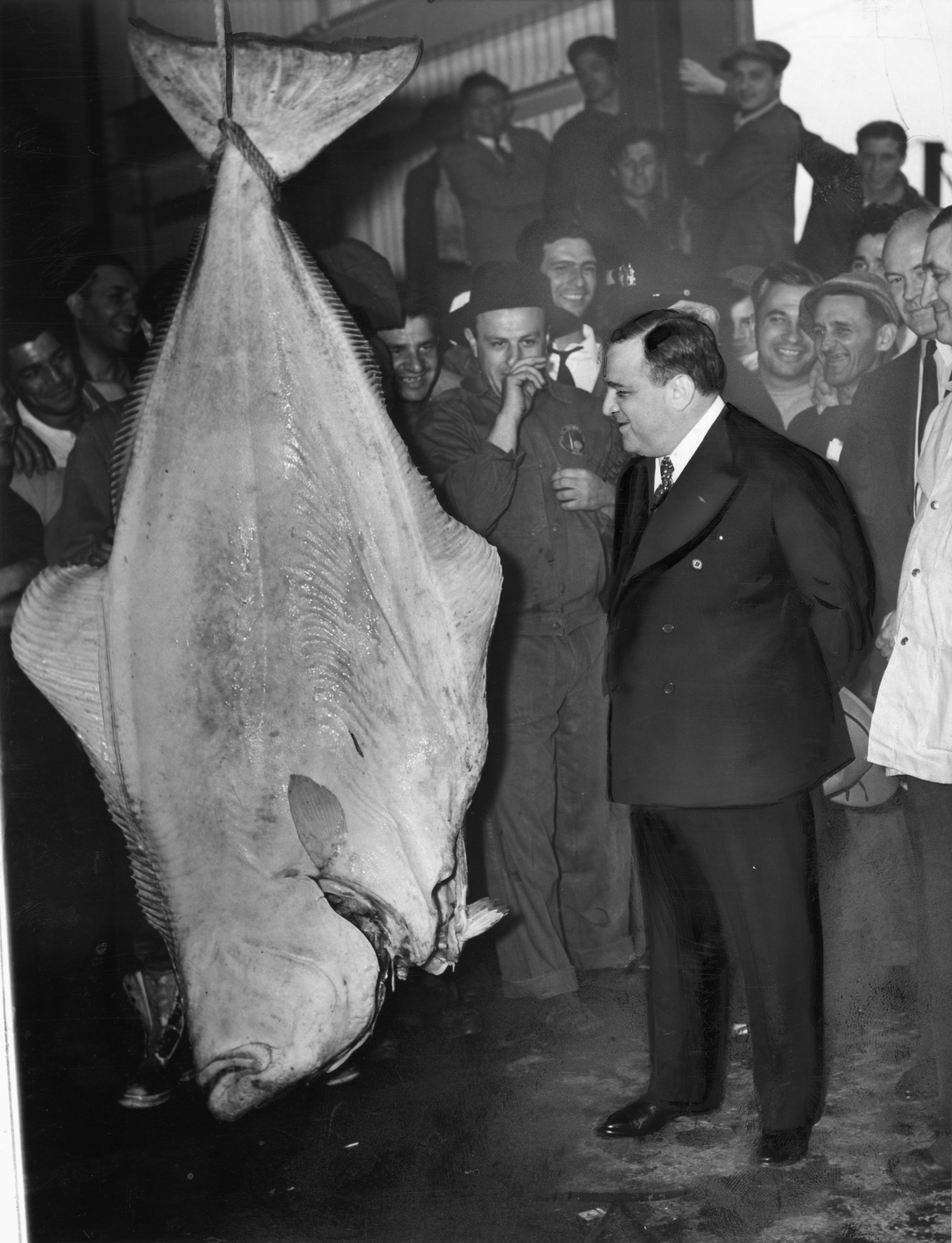
HalibutHippoglossus hippoglossushelleflynder
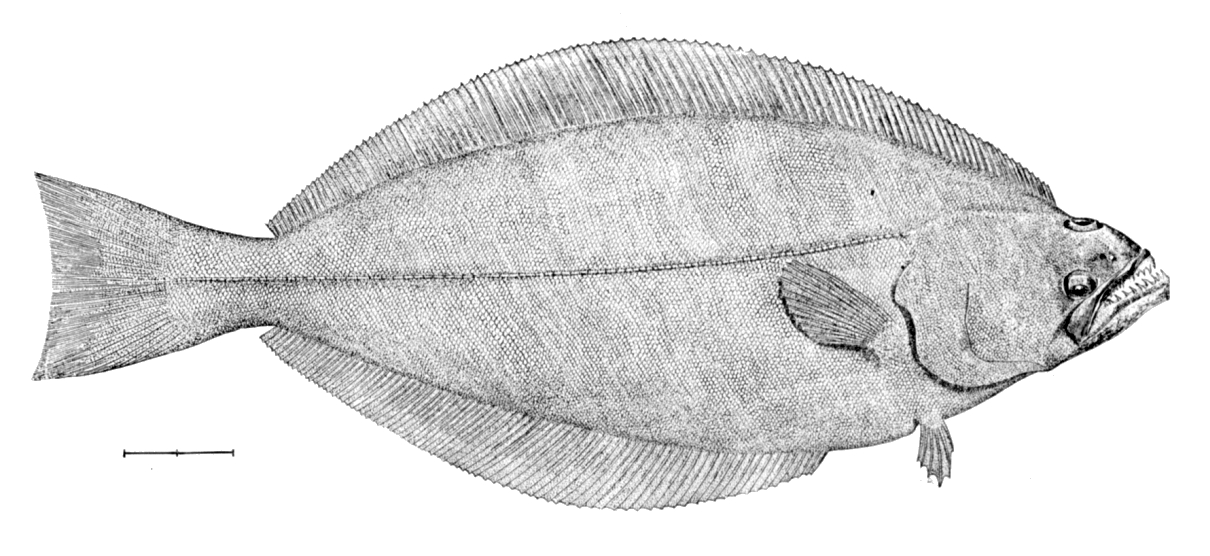
Groenlandia halibutReinhardtius hippoglossoideshellefisk
Rose fishSebastes marinusrødfisk
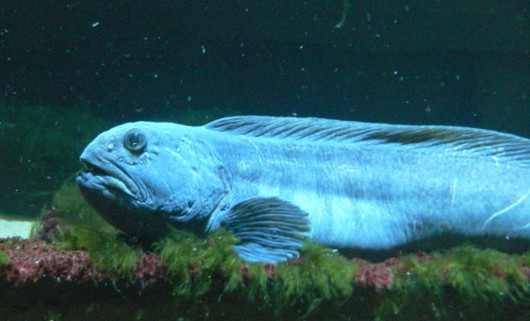
SeawolfAnarhichas lupushavkat

## Ver
Fauna
- Lista de mamíferos de Nunavut
- Lista de aves de Nunavut

Flora
- Lista de plantas canadienses por familias